# 飯田市
飯田市（いいだし）は、長野県南部（南信地方）に位置する市。南信地方の中心都市である。

## 概要

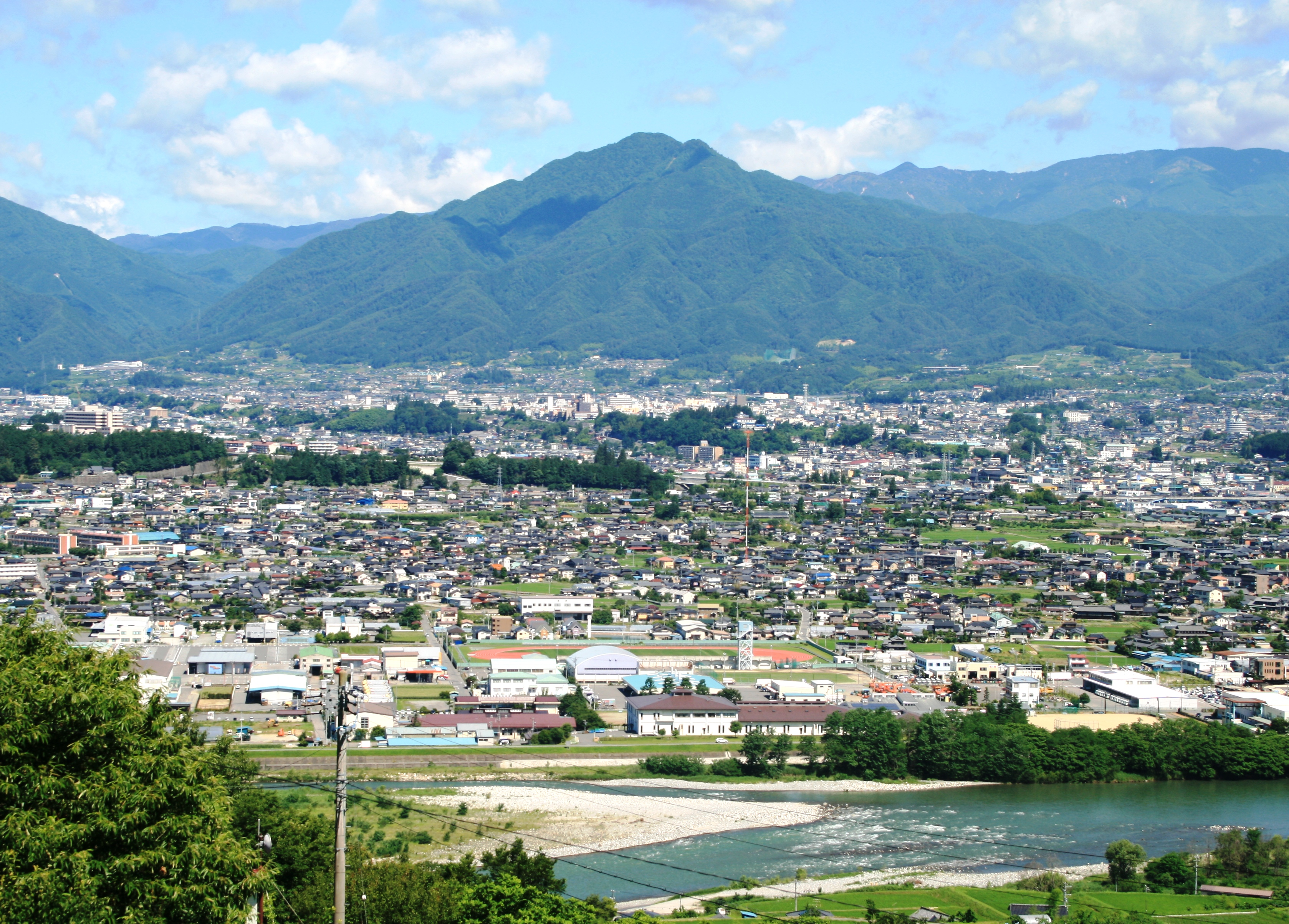
風越山と飯田市街地の遠景

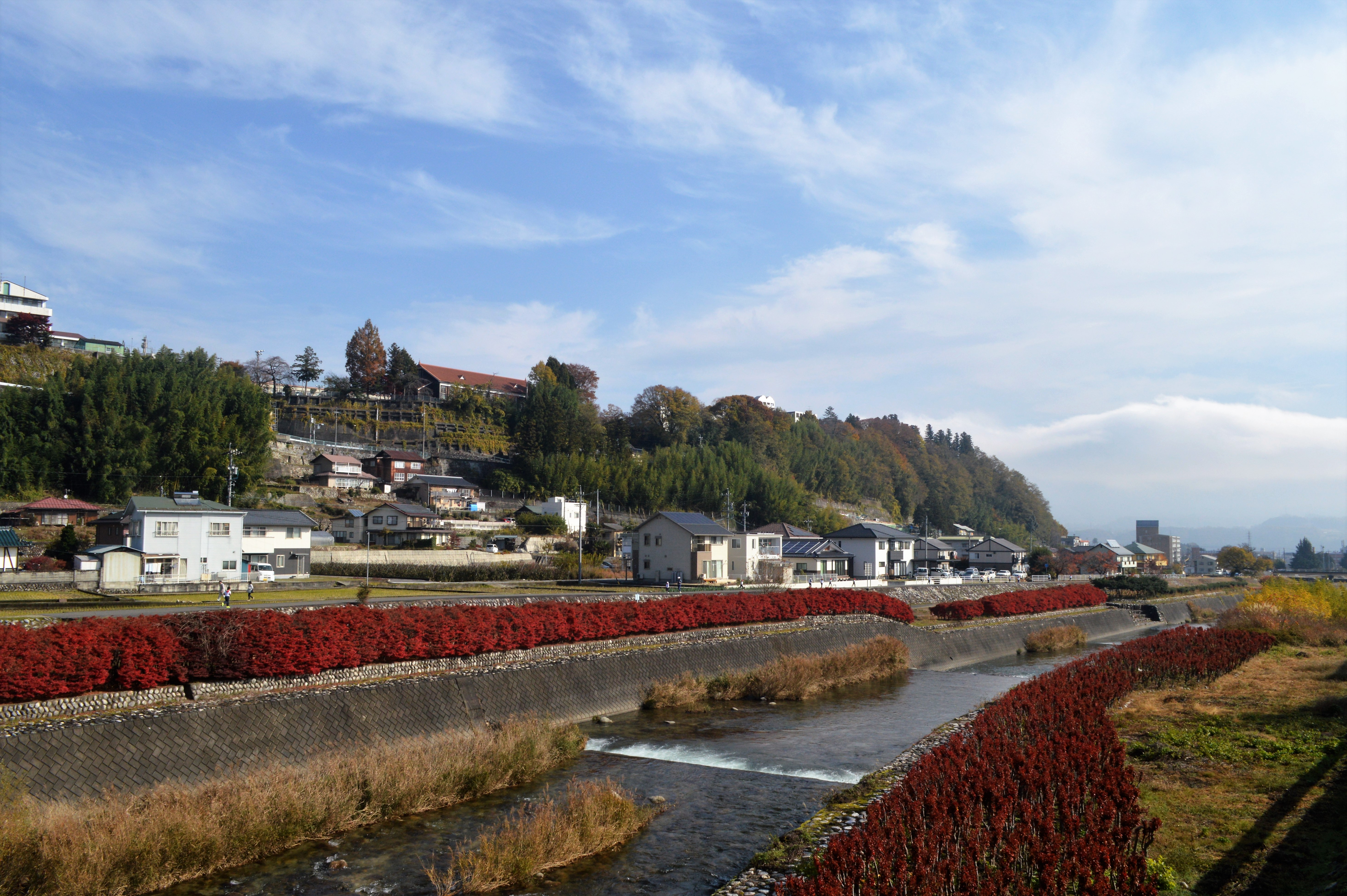
飯田城跡二の丸と松川

県内の市の中で最も南に位置しており、経済的には愛知県の主要都市と結びつきが強い。
伊那谷を流れる天竜川沿いに位置する中心市街は、13世紀に飯田城が築かれた地で、江戸時代には飯田藩の城下町として、三州街道（塩の道）の宿場町としても栄えた。近代以降は製材業・製糸業が興り、のちに精密機械工業が発達した。りんご並木の街、人形劇の街としても知られ、城下町の面影を残す町並や保存された伝統芸能の多さから、「南信州の小京都」とも呼ばれる。

## 地理

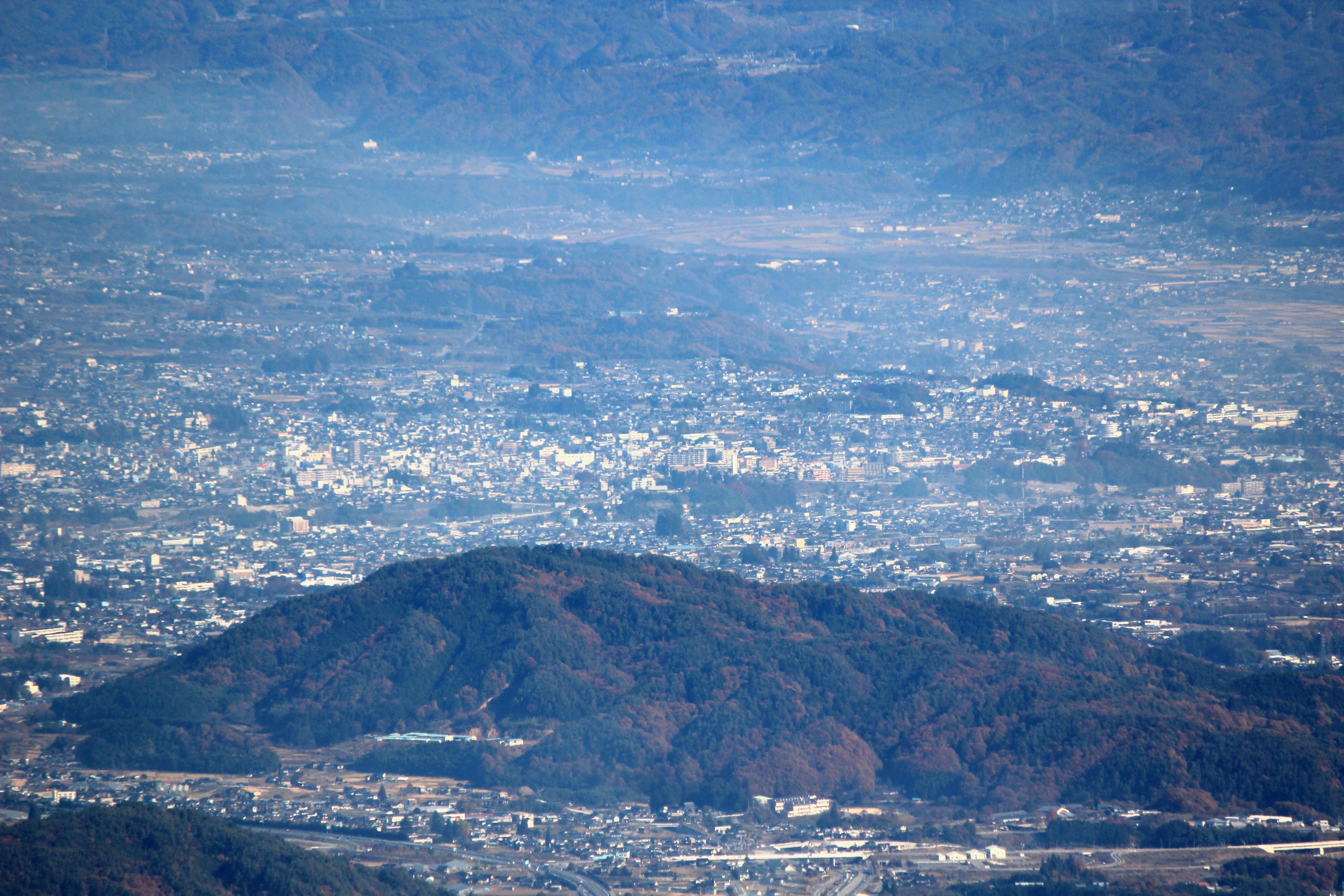
大川入山から飯田市街地遠景

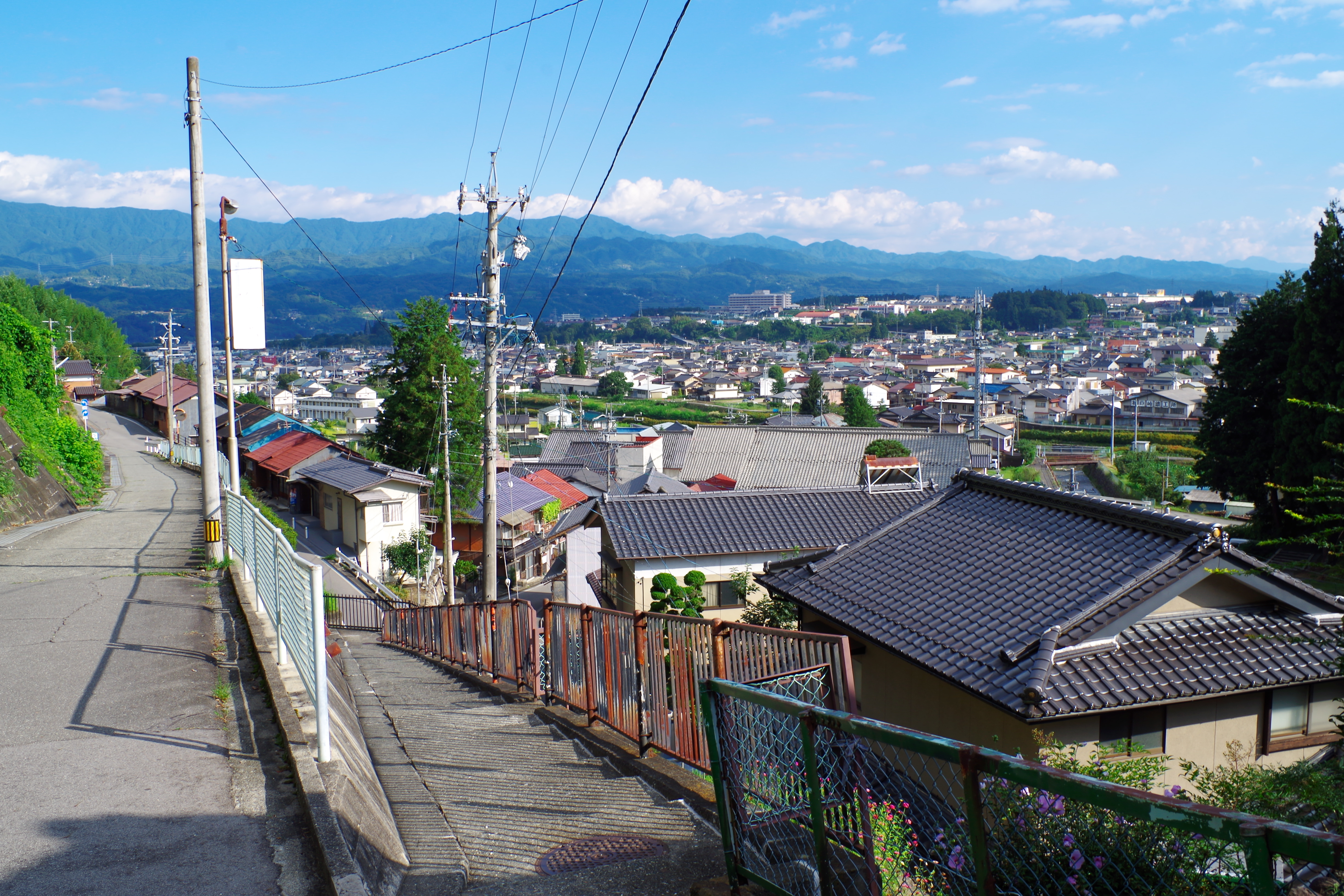
愛宕坂から見た飯田市街地

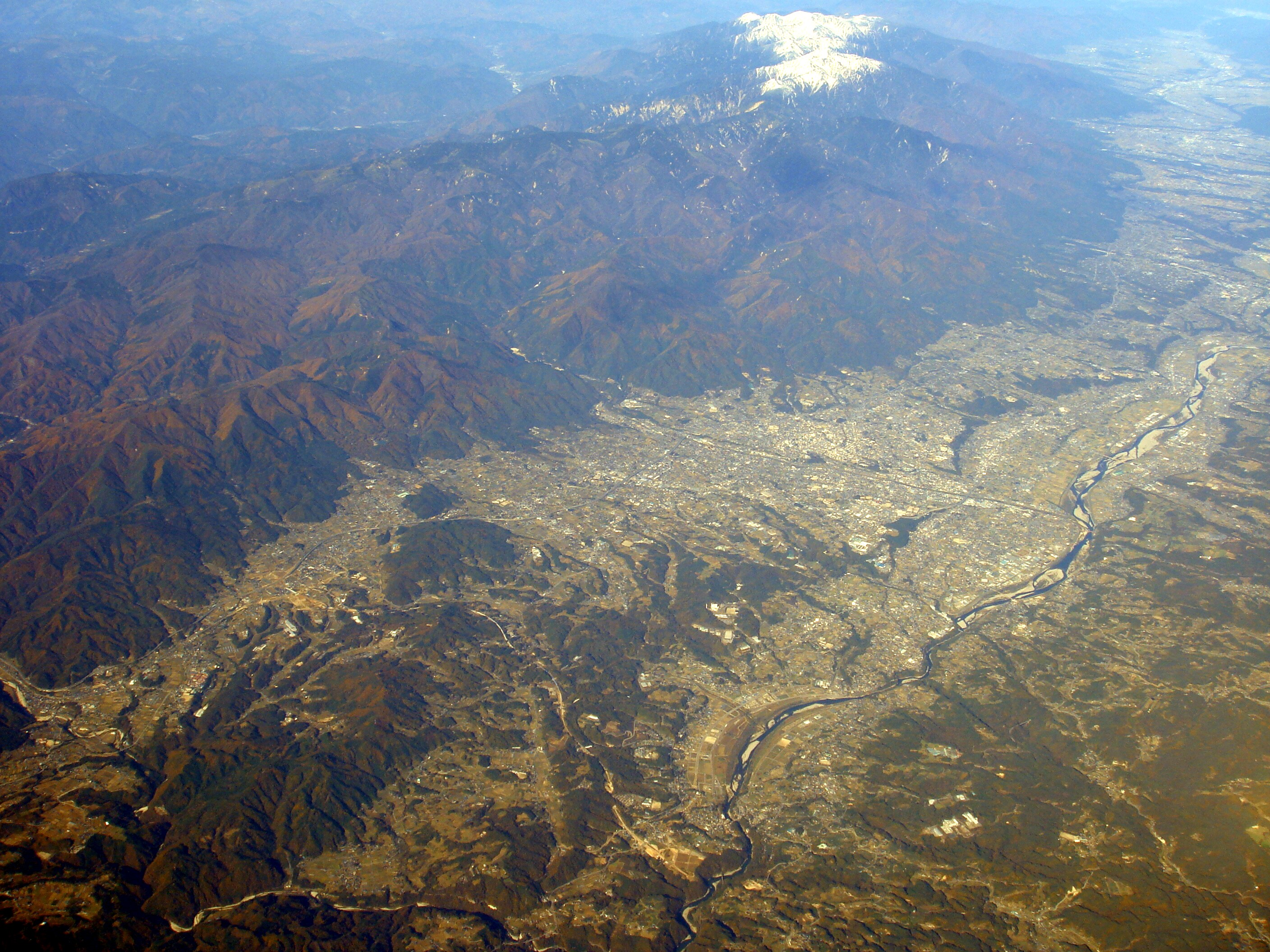
南部伊那谷と飯田市街

### 地形

#### 山岳
主な山
代表的な山には標高を掲載した。
- 聖岳（3,013 m）
- 光岳（2,591 m）
- 風越山（1,535 m）
- 池口岳
- 安平路山
- 茶臼岳
- 熊伏山
- 神之峰
- 摺古木山

主な峠
- 青崩峠
- 大平峠
- 兵越峠

主な高原
- しらびそ高原

#### 河川
主な川
- 天竜川
- 松川
- 野底川
- 阿知川
- 遠山川
- 上村川
- 土曽川

#### 湖沼
主な湖
- 沢城湖

#### 自然公園
- 南アルプス国立公園、中央アルプス国定公園、天竜奥三河国定公園、天竜小渋水系県立自然公園

### 気候
中央高地式気候と太平洋側気候を併せ持つ。寒冷な長野県としては温暖な気候であり、冬季に真冬日になることは少なく、日照時間が長い。飯田特別地域気象観測所（標高516.4 m）の1月の平均最低気温は-3.6℃と、飯田市内の南信濃（標高407 m）の-3.3℃と共に長野県ではかなり高い。日中の平均最高気温も飯田が6.7℃、南信濃が7.5℃と、長野県では高くなっている。冬季は放射冷却で冷え込むことがあり、1954年1月27日には過去最低の-16.5℃を観測している。2012年2月3日には21世紀に入って最も低い-12.2℃を観測した。冬季の降雪量は少なく、20 cm前後の積雪が最深積雪となる年が多いが、南岸低気圧により時に激しい降雪が見られる。2014年2月15日には、それまでの記録（2001年1月27日の56 cm）を上回る81 cmの積雪を記録した（平成26年の大雪）。なお、旧南信濃村地区は、雪雲が南アルプスへぶつかり大雪を降らせるために、豪雪地帯に指定されている。
夏季は暑く、過去最高気温は37.7℃（1942年8月2日、2018年8月6日）で、2007年8月16日には3番目の記録となる37.6℃を観測しているなど、しばしば猛暑日になる。特に、南部の天竜川流域周辺地域は、全国的にも酷暑地域で、南信濃では県内最高記録となる39.5℃（2020年8月17日）を観測している。ただし、日中は暑くとも朝晩は涼しくなる。2018年7月17日に最低気温25.6℃を記録し、飯田市としては観測史上初の熱帯夜（夜間の最低気温が25℃以上）となった。その年（2018年）は猛暑日の日数が22日で、最多になった年でもある。ただし、翌年以降は猛暑日となる日は珍しくない一方で、熱帯夜は一度も観測されていない。
飯田市は2002年5月27日に、馬場町にあった飯田測候所（標高482m）から、高羽町に移転して飯田特別地域気象観測所（標高516 m）となった現在でも、観測の歴史が古いことから、東日本の平均気温算出地点となっている。
| 飯田市高羽町（飯田特別地域気象観測所、標高516 m）の気候 | 飯田市高羽町（飯田特別地域気象観測所、標高516 m）の気候 | 飯田市高羽町（飯田特別地域気象観測所、標高516 m）の気候 | 飯田市高羽町（飯田特別地域気象観測所、標高516 m）の気候 | 飯田市高羽町（飯田特別地域気象観測所、標高516 m）の気候 | 飯田市高羽町（飯田特別地域気象観測所、標高516 m）の気候 | 飯田市高羽町（飯田特別地域気象観測所、標高516 m）の気候 | 飯田市高羽町（飯田特別地域気象観測所、標高516 m）の気候 | 飯田市高羽町（飯田特別地域気象観測所、標高516 m）の気候 | 飯田市高羽町（飯田特別地域気象観測所、標高516 m）の気候 | 飯田市高羽町（飯田特別地域気象観測所、標高516 m）の気候 | 飯田市高羽町（飯田特別地域気象観測所、標高516 m）の気候 | 飯田市高羽町（飯田特別地域気象観測所、標高516 m）の気候 | 飯田市高羽町（飯田特別地域気象観測所、標高516 m）の気候 |
| 月                                                      | 1月                                                     | 2月                                                     | 3月                                                     | 4月                                                     | 5月                                                     | 6月                                                     | 7月                                                     | 8月                                                     | 9月                                                     | 10月                                                    | 11月                                                    | 12月                                                    | 年                                                      |
| ------------------------------------------------------- | ------------------------------------------------------- | ------------------------------------------------------- | ------------------------------------------------------- | ------------------------------------------------------- | ------------------------------------------------------- | ------------------------------------------------------- | ------------------------------------------------------- | ------------------------------------------------------- | ------------------------------------------------------- | ------------------------------------------------------- | ------------------------------------------------------- | ------------------------------------------------------- | ------------------------------------------------------- |
| 最高気温記録 °C （°F）                                  | 19.7 (67.5)                                             | 21.1 (70)                                               | 26.2 (79.2)                                             | 31.4 (88.5)                                             | 33.8 (92.8)                                             | 36.4 (97.5)                                             | 37.4 (99.3)                                             | 37.7 (99.9)                                             | 36.1 (97)                                               | 31.0 (87.8)                                             | 26.1 (79)                                               | 20.9 (69.6)                                             | 37.7 (99.9)                                             |
| 平均最高気温 °C （°F）                                  | 6.7 (44.1)                                              | 8.1 (46.6)                                              | 12.2 (54)                                               | 18.6 (65.5)                                             | 23.6 (74.5)                                             | 26.5 (79.7)                                             | 30.0 (86)                                               | 31.6 (88.9)                                             | 27.2 (81)                                               | 20.9 (69.6)                                             | 14.8 (58.6)                                             | 8.9 (48)                                                | 19.1 (66.4)                                             |
| 日平均気温 °C （°F）                                    | 1.0 (33.8)                                              | 2.3 (36.1)                                              | 6.1 (43)                                                | 11.8 (53.2)                                             | 16.9 (62.4)                                             | 20.6 (69.1)                                             | 24.4 (75.9)                                             | 25.4 (77.7)                                             | 21.5 (70.7)                                             | 15.0 (59)                                               | 8.6 (47.5)                                              | 3.4 (38.1)                                              | 13.1 (55.6)                                             |
| 平均最低気温 °C （°F）                                  | −3.6 (25.5)                                             | −2.7 (27.1)                                             | 0.6 (33.1)                                              | 5.9 (42.6)                                              | 11.1 (52)                                               | 16.0 (60.8)                                             | 20.3 (68.5)                                             | 20.9 (69.6)                                             | 17.3 (63.1)                                             | 10.7 (51.3)                                             | 3.9 (39)                                                | −1.1 (30)                                               | 8.3 (46.9)                                              |
| 最低気温記録 °C （°F）                                  | −16.5 (2.3)                                             | −15.2 (4.6)                                             | −11.9 (10.6)                                            | −5.1 (22.8)                                             | −0.9 (30.4)                                             | 3.9 (39)                                                | 10.1 (50.2)                                             | 10.9 (51.6)                                             | 4.6 (40.3)                                              | −2.0 (28.4)                                             | −7.5 (18.5)                                             | −13.7 (7.3)                                             | −16.5 (2.3)                                             |
| 降水量 mm （inch）                                      | 63.4 (2.496)                                            | 78.7 (3.098)                                            | 139.1 (5.476)                                           | 141.0 (5.551)                                           | 153.8 (6.055)                                           | 192.0 (7.559)                                           | 240.1 (9.453)                                           | 149.4 (5.882)                                           | 208.6 (8.213)                                           | 163.3 (6.429)                                           | 93.4 (3.677)                                            | 65.4 (2.575)                                            | 1,688.1 (66.461)                                        |
| 降雪量 cm （inch）                                      | 25 (9.8)                                                | 22 (8.7)                                                | 4 (1.6)                                                 | 0 (0)                                                   | 0 (0)                                                   | 0 (0)                                                   | 0 (0)                                                   | 0 (0)                                                   | 0 (0)                                                   | 0 (0)                                                   | 1 (0.4)                                                 | 9 (3.5)                                                 | 61 (24)                                                 |
| 平均降水日数 （≥0.5 mm）                                | 8.5                                                     | 7.8                                                     | 11.5                                                    | 10.8                                                    | 11.2                                                    | 13.6                                                    | 14.5                                                    | 11.5                                                    | 11.5                                                    | 10.8                                                    | 8.7                                                     | 9.3                                                     | 129.6                                                   |
| 平均降雪日数                                            | 14.6                                                    | 10.9                                                    | 6.9                                                     | 1.6                                                     | 0.0                                                     | 0.0                                                     | 0.0                                                     | 0.0                                                     | 0.0                                                     | 0.0                                                     | 1.8                                                     | 10.8                                                    | 48.8                                                    |
| % 湿度                                                  | 66                                                      | 63                                                      | 61                                                      | 62                                                      | 66                                                      | 72                                                      | 75                                                      | 74                                                      | 75                                                      | 76                                                      | 74                                                      | 71                                                      | 70                                                      |
| 平均月間日照時間                                        | 180.5                                                   | 172.0                                                   | 187.9                                                   | 193.5                                                   | 204.5                                                   | 155.7                                                   | 166.2                                                   | 195.2                                                   | 154.6                                                   | 154.0                                                   | 149.9                                                   | 160.7                                                   | 2,074.5                                                 |
| 出典：気象庁 (平均値：1991年-2020年、極値：1897年-現在) |                                                         |                                                         |                                                         |                                                         |                                                         |                                                         |                                                         |                                                         |                                                         |                                                         |                                                         |                                                         |                                                         |

| 旧飯田測候所（馬場町）・1961 - 1990年平均の気候 | 旧飯田測候所（馬場町）・1961 - 1990年平均の気候 | 旧飯田測候所（馬場町）・1961 - 1990年平均の気候 | 旧飯田測候所（馬場町）・1961 - 1990年平均の気候 | 旧飯田測候所（馬場町）・1961 - 1990年平均の気候 | 旧飯田測候所（馬場町）・1961 - 1990年平均の気候 | 旧飯田測候所（馬場町）・1961 - 1990年平均の気候 | 旧飯田測候所（馬場町）・1961 - 1990年平均の気候 | 旧飯田測候所（馬場町）・1961 - 1990年平均の気候 | 旧飯田測候所（馬場町）・1961 - 1990年平均の気候 | 旧飯田測候所（馬場町）・1961 - 1990年平均の気候 | 旧飯田測候所（馬場町）・1961 - 1990年平均の気候 | 旧飯田測候所（馬場町）・1961 - 1990年平均の気候 | 旧飯田測候所（馬場町）・1961 - 1990年平均の気候 |
| 月                                              | 1月                                             | 2月                                             | 3月                                             | 4月                                             | 5月                                             | 6月                                             | 7月                                             | 8月                                             | 9月                                             | 10月                                            | 11月                                            | 12月                                            | 年                                              |
| ----------------------------------------------- | ----------------------------------------------- | ----------------------------------------------- | ----------------------------------------------- | ----------------------------------------------- | ----------------------------------------------- | ----------------------------------------------- | ----------------------------------------------- | ----------------------------------------------- | ----------------------------------------------- | ----------------------------------------------- | ----------------------------------------------- | ----------------------------------------------- | ----------------------------------------------- |
| 平均最高気温 °C （°F）                          | 6.1 (43)                                        | 6.5 (43.7)                                      | 10.5 (50.9)                                     | 17.4 (63.3)                                     | 22.2 (72)                                       | 25.2 (77.4)                                     | 29.4 (84.9)                                     | 31.2 (88.2)                                     | 26.7 (80.1)                                     | 20.9 (69.6)                                     | 15.3 (59.5)                                     | 9.8 (49.6)                                      | 18.4 (65.1)                                     |
| 日平均気温 °C （°F）                            | 0.5 (32.9)                                      | 1.4 (34.5)                                      | 5.0 (41)                                        | 11.6 (52.9)                                     | 16.2 (61.2)                                     | 19.9 (67.8)                                     | 23.5 (74.3)                                     | 24.4 (75.9)                                     | 20.2 (68.4)                                     | 13.6 (56.5)                                     | 7.9 (46.2)                                      | 2.7 (36.9)                                      | 12.3 (54.1)                                     |
| 平均最低気温 °C （°F）                          | −4.6 (23.7)                                     | −3.8 (25.2)                                     | −0.8 (30.6)                                     | 5.5 (41.9)                                      | 10.1 (50.2)                                     | 15.3 (59.5)                                     | 19.5 (67.1)                                     | 20.1 (68.2)                                     | 16.1 (61)                                       | 8.9 (48)                                        | 2.7 (36.9)                                      | −2.4 (27.7)                                     | 10.3 (50.5)                                     |
| 降水量 mm （inch）                              | 54.6 (2.15)                                     | 74.6 (2.937)                                    | 123.9 (4.878)                                   | 147.6 (5.811)                                   | 150.9 (5.941)                                   | 239.0 (9.409)                                   | 213.4 (8.402)                                   | 148.7 (5.854)                                   | 195.7 (7.705)                                   | 117.3 (4.618)                                   | 77.5 (3.051)                                    | 48.3 (1.902)                                    | 1,591.6 (62.661)                                |
| 降雪量 cm （inch）                              | 20 (7.9)                                        | 20 (7.9)                                        | 8 (3.1)                                         | 0 (0)                                           | 0 (0)                                           | 0 (0)                                           | 0 (0)                                           | 0 (0)                                           | 0 (0)                                           | 0 (0)                                           | 1 (0.4)                                         | 6 (2.4)                                         | 55 (21.7)                                       |
| 出典：NOAA (1961-1990)                          |                                                 |                                                 |                                                 |                                                 |                                                 |                                                 |                                                 |                                                 |                                                 |                                                 |                                                 |                                                 |                                                 |

| 南信濃の気候           | 南信濃の気候 | 南信濃の気候 | 南信濃の気候  | 南信濃の気候  | 南信濃の気候  | 南信濃の気候  | 南信濃の気候   | 南信濃の気候  | 南信濃の気候  | 南信濃の気候  | 南信濃の気候  | 南信濃の気候 | 南信濃の気候     |
| 月                     | 1月          | 2月          | 3月           | 4月           | 5月           | 6月           | 7月            | 8月           | 9月           | 10月          | 11月          | 12月         | 年               |
| ---------------------- | ------------ | ------------ | ------------- | ------------- | ------------- | ------------- | -------------- | ------------- | ------------- | ------------- | ------------- | ------------ | ---------------- |
| 最高気温記録 °C （°F） | 17.2 (63)    | 21.8 (71.2)  | 26.9 (80.4)   | 31.0 (87.8)   | 34.5 (94.1)   | 37.9 (100.2)  | 39.1 (102.4)   | 39.5 (103.1)  | 36.3 (97.3)   | 32.3 (90.1)   | 24.7 (76.5)   | 22.0 (71.6)  | 39.5 (103.1)     |
| 平均最高気温 °C （°F） | 7.5 (45.5)   | 9.3 (48.7)   | 13.5 (56.3)   | 19.4 (66.9)   | 24.2 (75.6)   | 26.7 (80.1)   | 30.3 (86.5)    | 32.0 (89.6)   | 27.7 (81.9)   | 21.6 (70.9)   | 15.5 (59.9)   | 9.8 (49.6)   | 19.8 (67.6)      |
| 日平均気温 °C （°F）   | 1.2 (34.2)   | 2.4 (36.3)   | 6.3 (43.3)    | 11.9 (53.4)   | 16.9 (62.4)   | 20.5 (68.9)   | 24.0 (75.2)    | 25.1 (77.2)   | 21.3 (70.3)   | 15.1 (59.2)   | 8.7 (47.7)    | 3.4 (38.1)   | 13.1 (55.6)      |
| 平均最低気温 °C （°F） | −3.3 (26.1)  | −2.7 (27.1)  | 0.6 (33.1)    | 5.6 (42.1)    | 11.0 (51.8)   | 15.9 (60.6)   | 19.7 (67.5)    | 20.6 (69.1)   | 17.1 (62.8)   | 10.9 (51.6)   | 4.1 (39.4)    | −1.0 (30.2)  | 8.2 (46.8)       |
| 最低気温記録 °C （°F） | −12.1 (10.2) | −12.0 (10.4) | −7.9 (17.8)   | −3.8 (25.2)   | 1.2 (34.2)    | 7.8 (46)      | 12.9 (55.2)    | 12.8 (55)     | 7.2 (45)      | −0.8 (30.6)   | −4.3 (24.3)   | −8.9 (16)    | −12.1 (10.2)     |
| 降水量 mm （inch）     | 65.2 (2.567) | 82.6 (3.252) | 144.4 (5.685) | 145.0 (5.709) | 164.8 (6.488) | 220.1 (8.665) | 290.2 (11.425) | 169.8 (6.685) | 242.2 (9.535) | 198.8 (7.827) | 101.0 (3.976) | 71.4 (2.811) | 1,895.5 (74.626) |
| 平均月間日照時間       | 154.0        | 156.0        | 178.8         | 196.7         | 212.1         | 156.9         | 176.2          | 211.0         | 164.3         | 155.0         | 144.5         | 148.2        | 2,057.3          |
| 出典：気象庁           |              |              |               |               |               |               |                |               |               |               |               |              |                  |

### 地域

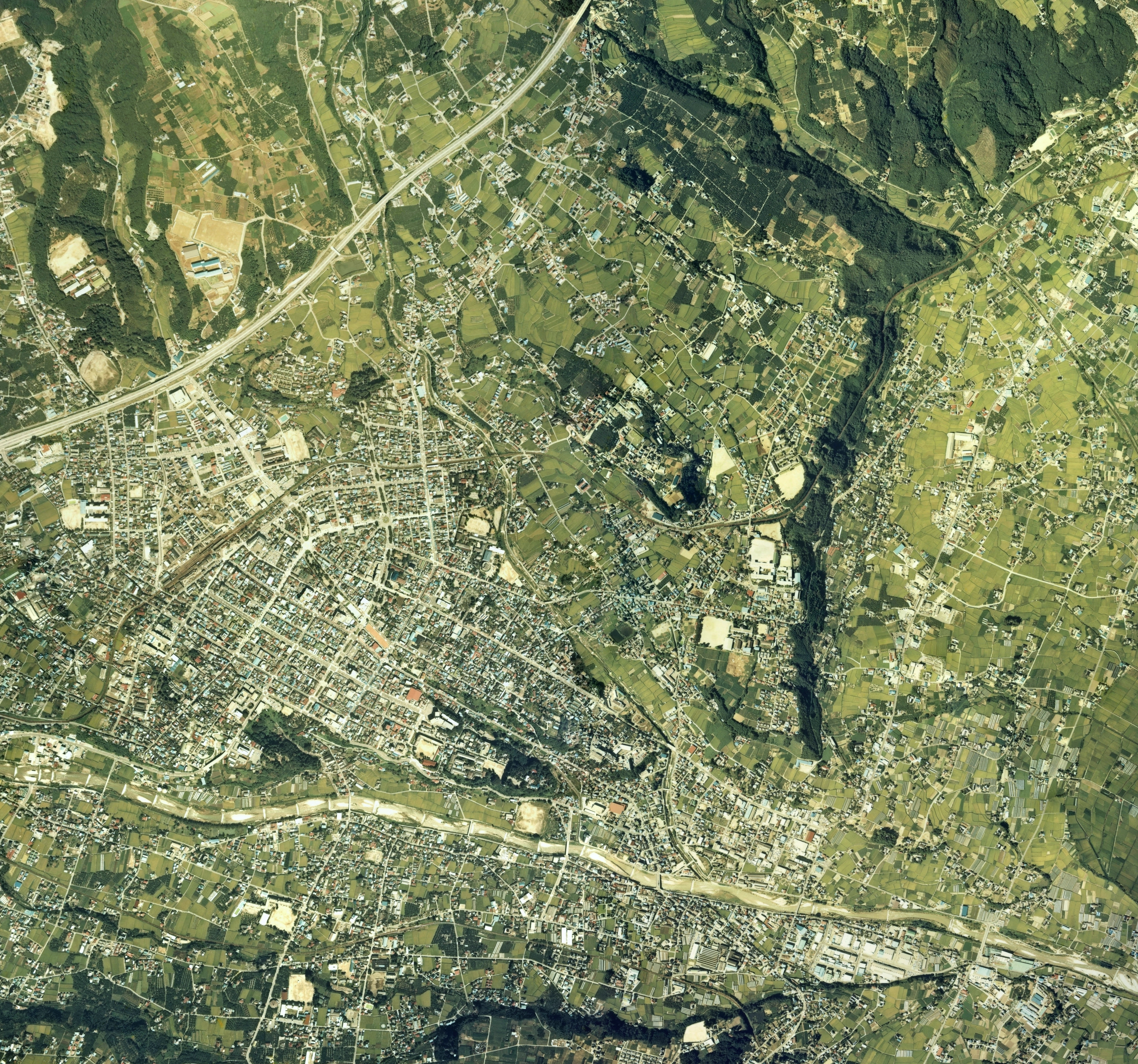
飯田市中心部周辺の空中写真。1976年撮影の5枚を合成作成。。

#### 地名
全20地区に地域自治区が設定されている。特に、旧飯田町と旧上飯田町の5地区は、地元では「旧市内」あるいは「丘の上」と呼ばれている。
- 橋北（きょうほく） - 旧飯田町
旧市内の北東に位置し、市道「柳通り」が地区の東西を貫く。地区の西側にはかつての長姫城の城壁であった寺院が数多く残るが、旧市内では最も住民の高齢化が進んでいる。
- 橋南（きょうなん） - 旧飯田町
旧市内の南東に位置し、旧市内のメインストリートである商店街が連なる。2002年以降再開発が進み、新しい商業ビルが建てられた。
- 羽場（はば） - 旧上飯田町
旧市内の南西に位置する。地区内には農園が多い。猿庫の泉はこの地区の山際にある。
- 丸山（まるやま） - 旧上飯田町
羽場地区の北側に位置する、閑静な住宅街の地区。
- 東野（ひがしの） - 旧上飯田町
橋北地区の北西、丸山地区の東に位置する。全国でも珍しいラウンドアバウトが2箇所あり、一つは飯田大火後の道路整備の際に桜並木通りの交差点に、もう一つはその西側300mの東和町交差点（飯田郵便局前）に2013年に設置されている。地区内には「大宮諏訪神社」があり御柱祭の年に「お練り祭り」（式年大祭）を行う。
- 座光寺（ざこうじ） - 旧座光寺村
市の最も北東にあり、高森町に接する。麻績神社と元善光寺を中心に発展してきた地区で、別名「麻績の里」。
- 松尾（まつお） - 旧松尾村 　
天竜川の西側の地区。鳩ヶ嶺八幡宮のある八幡町周辺には商店街が広がる。かつて信濃守護小笠原氏の松尾城があった。
- 竜丘（たつおか） - 旧竜丘村 　
松尾の南側にある地区。天竜舟下りの時又港がある。桐林の国道151号線沿いには飲食店やスーパーなどが立ち並ぶ。
- 三穂（みほ） - 旧三穂村
川路地区の西にある地区で、小高い丘の窪みにある。地区内には旧小笠原家書院（伊豆木陣屋）があり、地区内を三遠南信道が貫く。
- 下久堅（しもひさかた） - 旧下久堅村
天竜川の東側にある地区で、南側は龍江地区、北側は喬木村。ツアー・オブ・ジャパンのコースはこの地区の道路を使用する。
- 伊賀良（いがら） - 旧伊賀良村
鼎地区の南西にある。中央道飯田ICと飯田バイパス（アップルロード）が地区内を貫き、運送業のターミナルや商業店舗、郊外型ホテルが多い。また、リンゴや市田柿などの果樹栽培も盛んである。
- 山本（やまもと） - 旧山本村
伊賀良地区の南西にあり、阿智村に隣接する。七久里神社の「裸祭り」は奇祭として有名。2007年に飯田山本ICが供用開始され、中央道へのアクセスの利便性が向上した。
- 川路（かわじ） - 旧川路村
竜丘地区の南、天竜川西岸。天龍峡は名勝として名高く、現在かつての景観を取り戻すべく運動が進められている。また、三遠南信道の天龍峡ICが作られ、天竜川にかかる天龍峡大橋は観光名所となっている。
- 上久堅（かみひさかた） - 旧上久堅村
下久堅地区のさらに山側、伊那山地の麓にある地区。地区内にある神之峰城跡（かんのみね）にはテレビとFMラジオのサテライト局がある。2025年現在日本一名前の長いインターチェンジである三遠南信道の飯田上久堅・喬木富田ICが存在する。
- 千代（ちよ） - 旧千代村
1957年に国内初（世界ではアメリカ合衆国に継いで2例目）となるタカアシガニ属の化石種「チヨガニ」（学名：Macrocheira yabei）が千代小学校校庭から発見された。
- 龍江（たつえ） - 旧竜江村
川路・天龍峡の対岸、天竜川東の地区。丘の上には果樹園が広がる。三遠南信道の龍江ICが作られた。
- 鼎（かなえ） - 旧鼎町
松川右岸の低地の地区。住宅街が広がる。飯田市街や上郷、伊賀良の中間地点にあり、県道230号線鼎さわやかロードが拡幅されるなど発展している。
- 上郷（かみさと） - 旧上郷町
上郷、鼎の両地区には郊外型の大型店が出店している。リニア中央新幹線の駅が設置される予定[PR 3]。
- 上村（かみむら） - 旧上村
伊那山地の東・遠山谷にある地区で、下栗地籍は「日本のチロル」と呼ばれる。しらびそ高原からの赤石山脈の景観が知られており、しらびそ高原の少し南には御池山クレーターがある。
- 南信濃（みなみしなの） - 旧南信濃村
上村と同様、合併で飯田市に吸収。この2地区は「遠山郷」とも呼ばれ、猪肉など独自のジビエ文化がある。市街地とは山を一つ隔てていて気候も異なり、冬は市街地よりも温暖であるが雪も多い。その他にも南信濃には国重要無形民俗文化財に指定されている霜月祭りがある。

| 地域自治区名 | 区域 |
| ------------ | --- |
| 橋北         | 大門町、桜町、伝馬町、大王路、小伝馬町、江戸町、仲ノ町、二本松、馬場町、浜井町、江戸浜町、東栄町、東中央通 |
| 橋南         | 中央通り1丁目、中央通り2丁目、中央通り3丁目、中央通り4丁目の一部、松尾町1丁目、松尾町2丁目、松尾町3丁目、松尾町4丁目の一部、通り町、通り町3丁目大横、通り町4丁目大横、本町3丁目大横、本町4丁目大横、知久町3丁目大横、知久町4丁目大横、本町、知久町、扇町、銀座、大久保町、長姫町、主税町、追手町、常盤町、南常盤町、水の手町、愛宕町、箕瀬町 |
| 羽場         | 大通、曙町、旭町、羽場坂町、白山通り、松川町、羽場町、砂払町、羽場権現、羽場仲畑、羽場赤坂、羽場上河原、正永町、大休、上飯田の一部 |
| 丸山         | 丸山町、白山町、滝の沢、今宮町 |
| 東野         | 東和町、吾妻町、鈴加町、錦町、東新町、諏訪町、宮ノ上、宮の前、中央通り4丁目の一部、松尾町4丁目の一部、元町、高羽町、上飯田の一部 |
| 座光寺       | 座光寺 |
| 松尾         | 松尾上溝、松尾久井、松尾水城、松尾新井、松尾寺所、松尾明、松尾清水、松尾城、八幡町、松尾代田、毛賀、松尾常盤台 |
| 下久堅       | 下久堅下虎岩、下久堅知久平、下久堅南原、下久堅小林、下久堅稲葉、下久堅柿野沢、虎岩 |
| 上久堅       | 上久堅、上久堅戊 |
| 千代         | 千代、千栄 |
| 龍江         | 龍江 |
| 竜丘         | 駄科、長野原、時又、桐林、上川路、嶋 |
| 川路         | 川路 |
| 三穂         | 伊豆木、立石、下瀬 |
| 山本         | 山本、竹佐、箱川、久米、久米中 |
| 伊賀良       | 育良町、下殿岡、上殿岡、三日市場、北方、大瀬木、中村 |
| 鼎           | 鼎下山、鼎東鼎、鼎西鼎、鼎下茶屋、鼎中平、鼎上茶屋、鼎切石、鼎上山、鼎一色、鼎名古熊 |
| 上郷         | 上郷黒田、上郷飯沼、上郷別府 |
| 上村         | 上村 |
| 南信濃       | 南信濃和田、南信濃八重河内、南信濃南和田、南信濃木沢 |

### 人口
- DID人口比は32.4%（2015年国勢調査）。

| |                                        |  |
| 飯田市と全国の年齢別人口分布（2005年） | 飯田市の年齢・男女別人口分布（2005年） |  |
| ■紫色 ― 飯田市 ■緑色 ― 日本全国 | ■青色 ― 男性 ■赤色 ― 女性              |  |
| 飯田市（に相当する地域）の人口の推移 \| 1970年（昭和45年） \| 104,789人 \| \| \| 1975年（昭和50年） \| 107,093人 \| \| \| 1980年（昭和55年） \| 109,465人 \| \| \| 1985年（昭和60年） \| 111,009人 \| \| \| 1990年（平成2年） \| 110,402人 \| \| \| 1995年（平成7年） \| 110,204人 \| \| \| 2000年（平成12年） \| 110,589人 \| \| \| 2005年（平成17年） \| 108,624人 \| \| \| 2010年（平成22年） \| 105,335人 \| \| \| 2015年（平成27年） \| 101,581人 \| \| \| 2020年（令和2年） \| 98,164人 \| \| |                                        |  |
| 総務省統計局 国勢調査より |                                        |  |
| 1970年（昭和45年） | 104,789人                              |  |
| 1975年（昭和50年） | 107,093人                              |  |
| 1980年（昭和55年） | 109,465人                              |  |
| 1985年（昭和60年） | 111,009人                              |  |
| 1990年（平成2年） | 110,402人                              |  |
| 1995年（平成7年） | 110,204人                              |  |
| 2000年（平成12年） | 110,589人                              |  |
| 2005年（平成17年） | 108,624人                              |  |
| 2010年（平成22年） | 105,335人                              |  |
| 2015年（平成27年） | 101,581人                              |  |
| 2020年（令和2年） | 98,164人                               |  |

### 隣接自治体・行政区
長野県
- 上伊那郡：飯島町
- 下伊那郡：松川町、高森町、阿智村、下條村、泰阜村、天龍村、喬木村、豊丘村、大鹿村
- 木曽郡：南木曽町、大桑村

静岡県
- 静岡市（葵区）
- 浜松市（天竜区）
- 榛原郡：川根本町

## 歴史

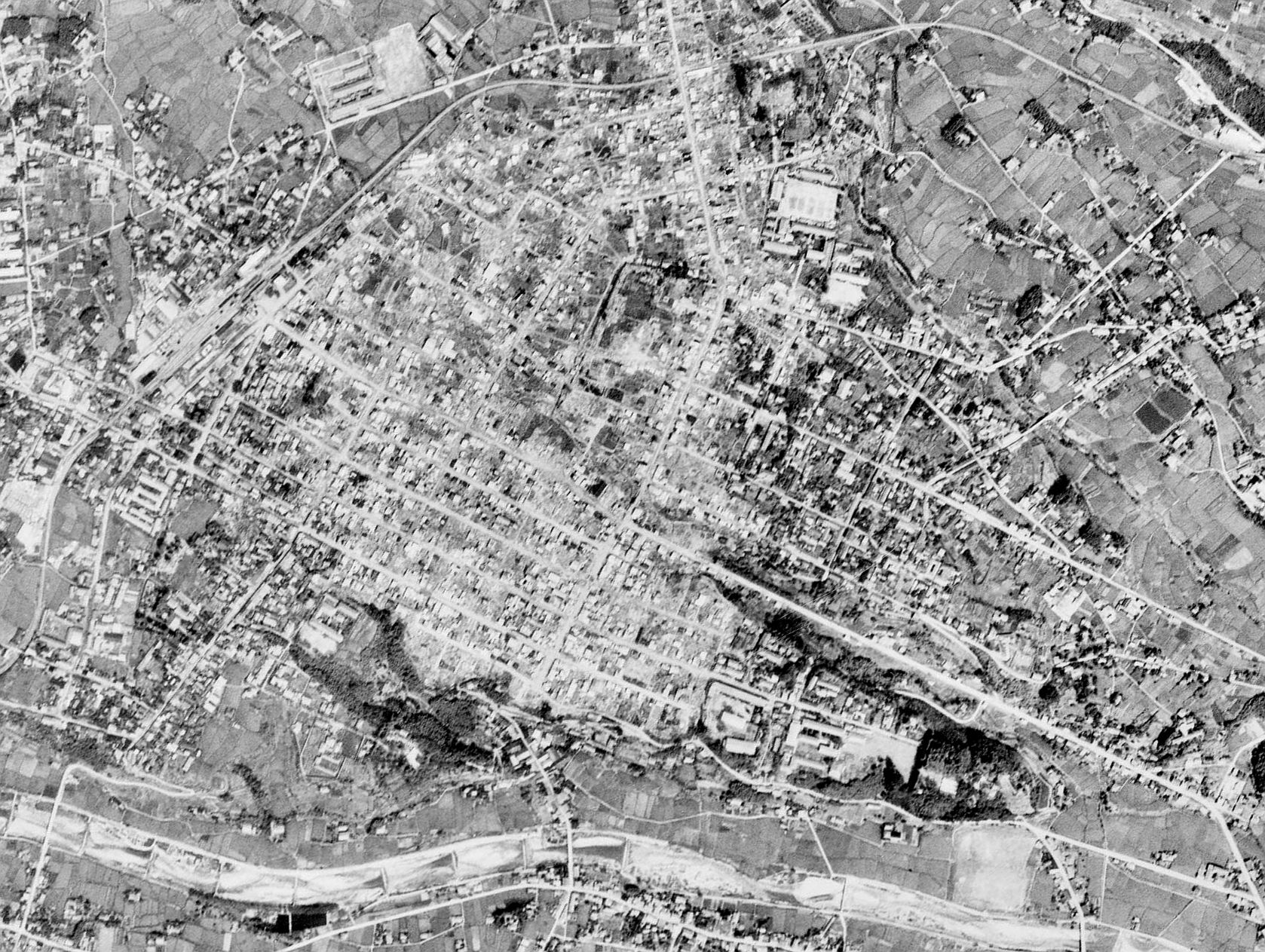
1947年、飯田大火で焼失した中心市街地
（1947年9月22日撮影）。

### 中世
戦国時代
- 1554年（天文23年） - 武田信玄が鈴岡城へ侵攻し攻め落とす。

### 近代
明治時代
- 1884年（明治17年） - 飯田事件が起きる。

大正時代
- 1923年（大正12年） - 伊那電気鉄道線（現在のJR東海・飯田線）延伸、飯田駅が開業。

昭和時代（戦前）
- 1937年（昭和12年）4月25日 - 東京日日新聞（現在の毎日新聞東京本社）が「飯田市歌」（作詞：犬塚利国、作曲：飯田景応）を選定し市に寄贈する。

### 近現代
昭和時代（戦後）
- 1947年（昭和22年）4月20日 - 飯田大火で旧市街地の大半を消失。死者1人、負傷103人、焼失家屋4010戸[4]。
- 1952年（昭和27年）5月20日 - 信濃毎日新聞が信越放送記念祭市歌の1曲として作成した「飯田市市歌」（作詞：宮脇至、補作：西條八十、作曲：堀内敬三）を市に寄贈する。
- 1953年（昭和28年）11月8日 - 大火をきっかけに整備された防火帯にりんご並木の植樹が始まる。
- 1961年（昭和36年）6月27日 - 三六災害が発生。死者・行方不明者15人（飯田市内）。
- 1975年（昭和50年）8月23日 - 中央自動車道延伸開通。飯田インターチェンジ供用開始。
- 1979年（昭和54年）8月 - 「人形劇カーニバル飯田」の第1回大会が開催される（現「いいだ人形劇フェスタ」）。

### 現代
平成時代
- 1989年（平成元年）8月 - アフィニス文化財団共催のクラシック音楽祭「アフィニス夏の音楽祭」の第1回大会開催。以後、2008年まで20回開催された。
- 1999年（平成11年） - 三六災害と同等の洪水が発生。堤防の整備によって被害はごくわずかに。
- 2005年（平成17年）5月 - ツアー・オブ・ジャパンの1ステージとして「南信州ステージ」の開催が始まる。
- 2006年（平成18年）4月6日 - 大分県豊後高田市観光まちづくり株式会社と「パワーアップ協定」を締結。
- 2014年（平成26年）2月15日 - 平成26年の大雪により1897年（明治30年）の観測開始以降最大の81cmの積雪を観測。
- 2018年（平成30年）
  - 8月3日～12日 - いいだ人形劇フェスタ20周年（「人形劇カーニバル飯田」から通算40周年）を記念し、世界人形劇フェスティバルを開催。[5]。
  - 8月11日 - AVIAMA（人形劇の友・友好都市国際協会）の総会と理事会を飯田信用金庫本店大会議室を会場に開催。役員改選に伴い、牧野光朗市長が同会の副会長に選任される。[6][7]。

### 沿革
- 1937年（昭和12年）4月1日 - 飯田町・上飯田町が合併して飯田市が発足（合併して市制施行というケースは戦前の長野県内では唯一）。
- 1956年（昭和31年）9月30日 - 座光寺村・松尾村・竜丘村・三穂村・伊賀良村・山本村・下久堅村と合併し、改めて飯田市が発足。
- 1961年（昭和36年）3月31日 - 川路村を編入。
- 1964年（昭和39年）3月31日 - 千代村・竜江村・上久堅村を編入。
- 1984年（昭和59年）12月1日 - 鼎町を編入。
- 1993年（平成5年）7月1日 - 上郷町を編入。
- 2005年（平成17年）10月1日 - 上村・南信濃村を編入。

## 政治

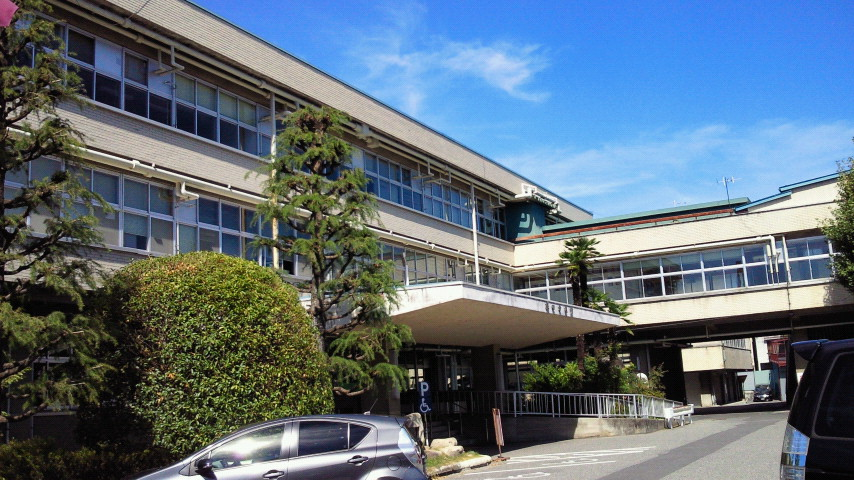
飯田市役所旧本庁舎

### 行政
2015年（平成27年）1月5日には市役所新庁舎（A棟・B棟）での業務を開始した。2016年（平成28年）1月4日には耐震改修工事を行った市役所旧庁舎（C棟）での業務を開始した。

#### 市長
- 佐藤健（2020年10月28日就任、2期目）

歴代市長
- 臨時市長代理 小西吉太郎 (1937年)
- 初代市長 野原文四郎 (1937年7月2日〜1939年4月5日、1期)
- 第2代市長 市瀬泰一 (1939年11月10日〜1941年3月5日、1期)
- 第3代市長 遠山方景 (1941年3月11日〜1946年11月21日、2期)
- 第4代市長 高田茂 (1947年4月7日〜1955年3月11日、2期)
- 第5代市長 松井卓治 (1955年5月1日〜1968年10月27日、4期) 名誉市民
- 第6代市長 清水重美 (1968年10月28日〜1972年10月27日、1期)
- 第7代市長 松澤太郎 (1972年10月28日〜1988年10月27日、4期)
- 第8代市長 田中秀典 (1988年10月28日〜2004年10月27日、4期)
- 第9代市長 牧野光朗（2004年10月28日〜2020年10月27日、4期）
- 第10代市長 佐藤健（2020年10月28日〜1期）

### 議会

#### 市議会
- 議長：湯澤 啓次
- 定数：23人（任期：2021年4月27日まで）
- 会派（2019年6月10日現在）

会派のぞみ…13人
会派みらい…3人
公明党…3人
市民パワー…2人
日本共産党…2人

#### 県議会
飯田市・下伊那郡選挙区
- 定数：4人
- 任期：2019年（平成31年）4月30日～2023年（令和5年）4月29日

| 議員名   | 会派名           | 備考           |
| -------- | ---------------- | -------------- |
| 川上信彦 | 新ながの・公明   |                |
| 熊谷元尋 | 改革・創造みらい | 党籍は無所属   |
| 小島康晴 | 改革・創造みらい | 社会民主党推薦 |
| 小池清   | 自由民主党県議団 |                |

#### 国会
衆議院
- 選挙区：長野5区（飯田市、伊那市、駒ヶ根市、上伊那郡、下伊那郡）
- 任期：2021年10月31日 - 2025年10月30日
- 投票日：2021年10月31日
- 当日有権者数：280,074人
- 投票率：64.55％

| 当落 | 候補者名 | 年齢 | 所属党派   | 新旧別 | 得票数   | 重複 |
| ---- | -------- | ---- | ---------- | ------ | -------- | ---- |
| 当   | 宮下一郎 | 63   | 自由民主党 | 前     | 97,730票 | ○    |
|      | 曽我逸郎 | 65   | 立憲民主党 | 新     | 80,408票 | ○    |

## 出先機関・施設

### 国家機関

#### 司法機関
- 長野地方裁判所 飯田支部
- 長野家庭裁判所 飯田支部
- 飯田簡易裁判所

#### 行政機関
- 法務省
  - 長野地方検察庁 飯田支部
  - 飯田区検察庁
  - 長野地方法務局 飯田支局
  - 松本少年刑務所 飯田拘置支所
  - 長野保護観察所 飯田駐在官事務所
- 財務省
  - 飯田税務署
- 厚生労働省
  - 飯田公共職業安定所
  - 飯田労働基準監督署
- 農林水産省
  - 西関東土地改良調査管理事務所 竜西支所
  - 南信森林管理署 上村森林事務所・和田森林事務所
  - 伊那谷総合治山事業所・飯田治山事業所
- 国土交通省
  - 飯田国道事務所
  - 天竜川上流河川事務所 飯田河川出張所・遠山川砂防出張所
  - 飯田特別地域気象観測所
- 防衛省
  - 自衛隊長野地方協力本部 飯田地域事務所
- 日本年金機構
  - 飯田年金事務所

### 施設

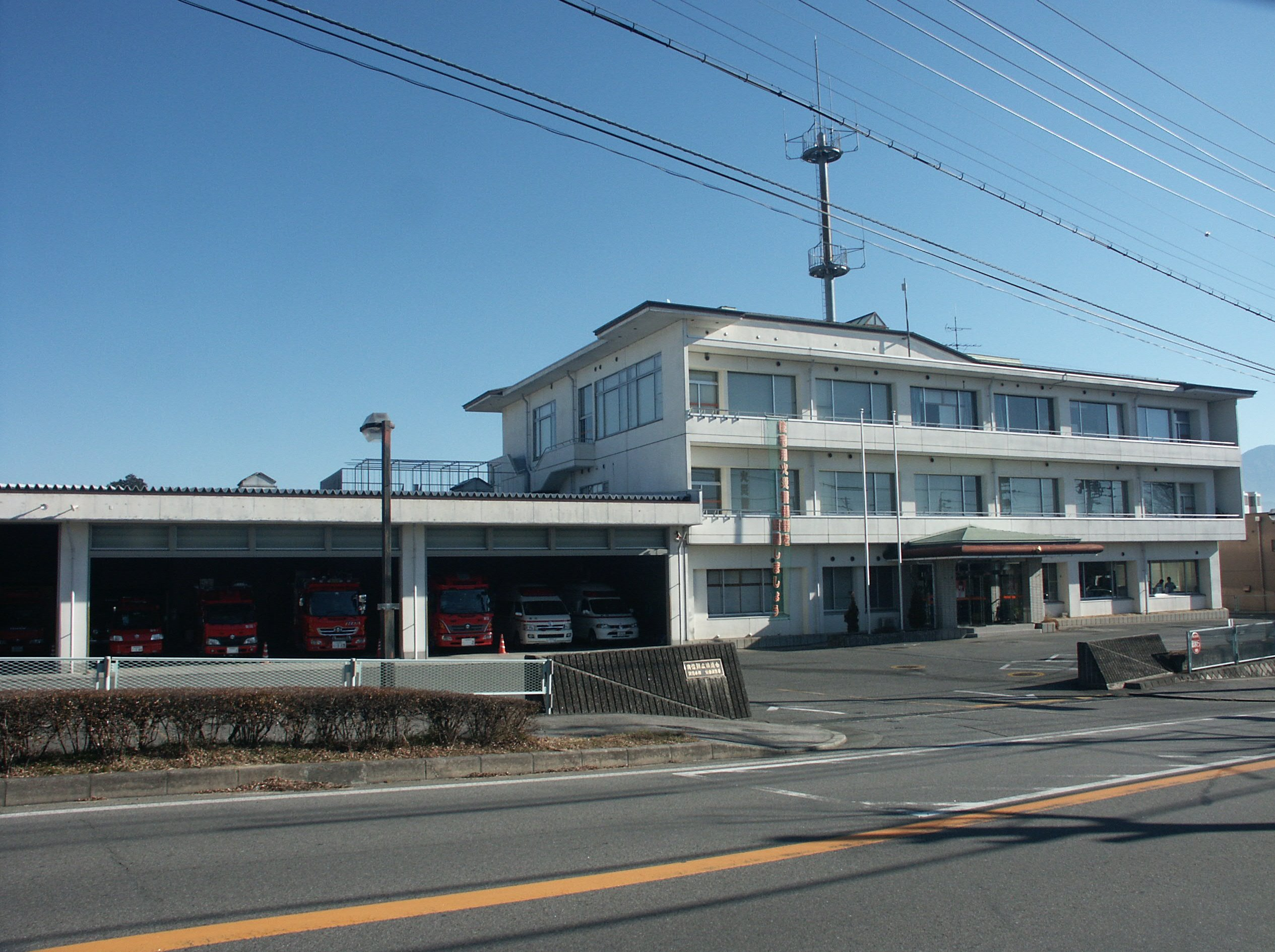
飯田消防署

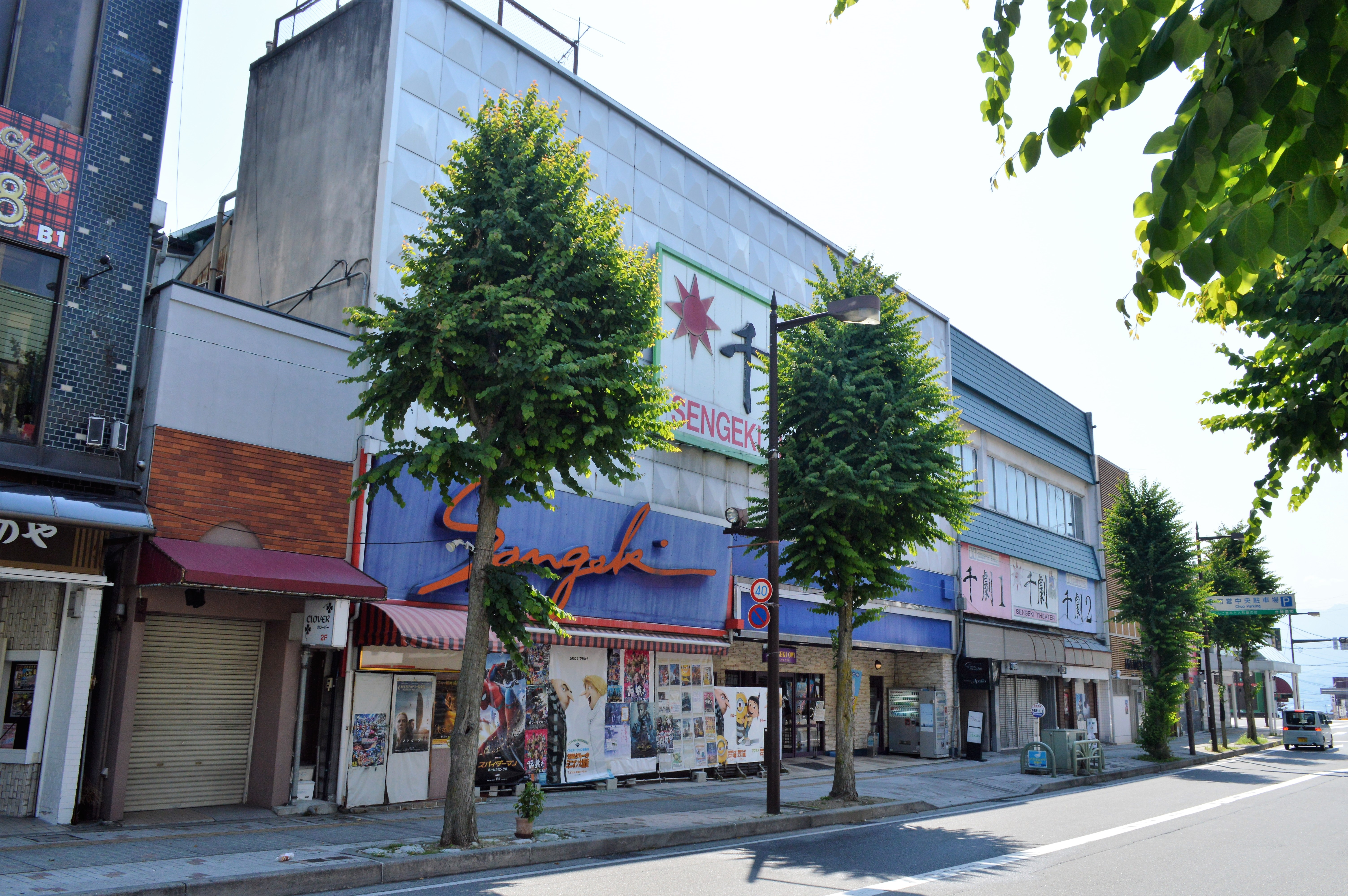
飯田センゲキシネマズ

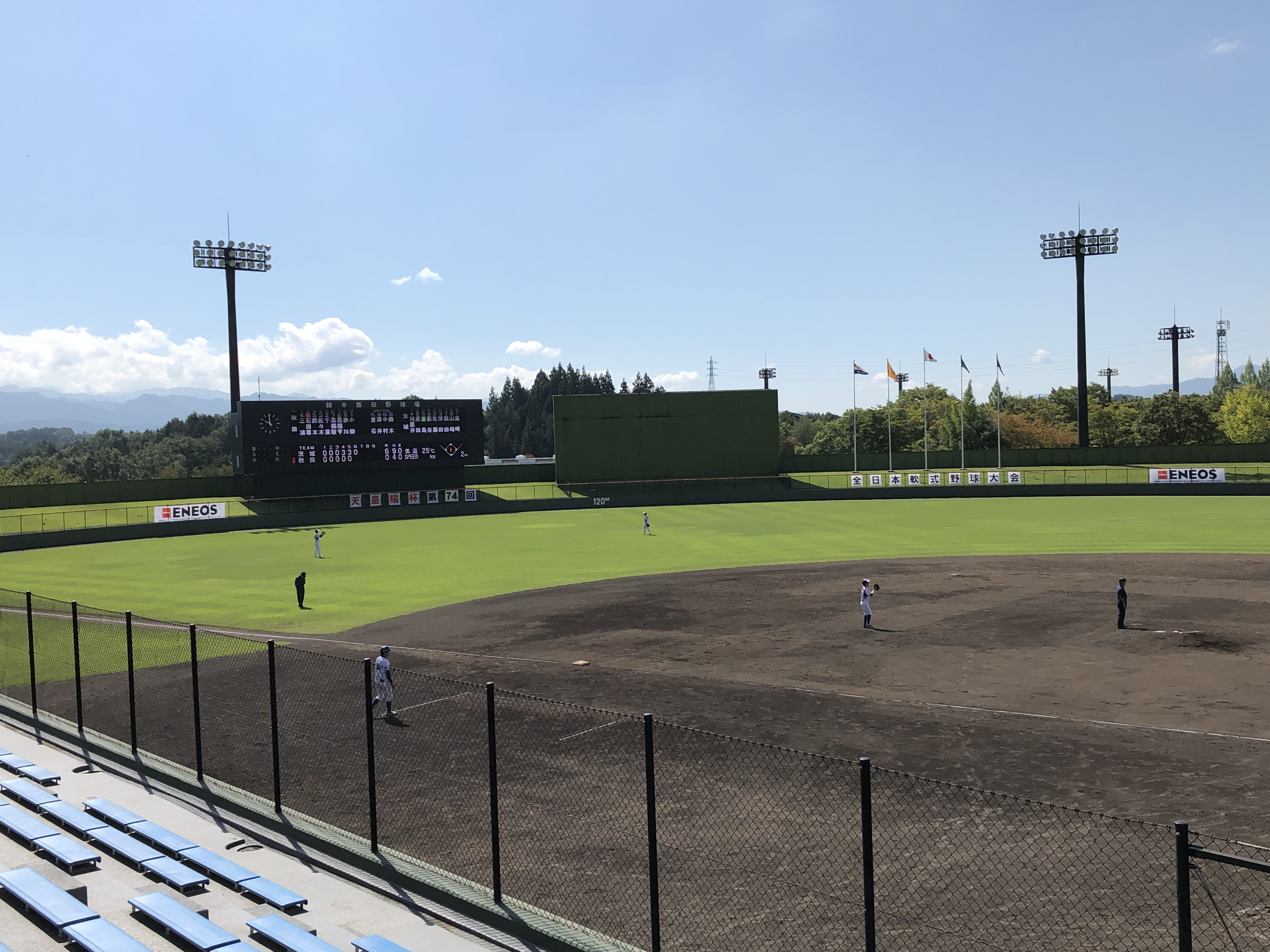
長野県営飯田野球場

#### 警察
本部
- 長野県警察 飯田警察署

交番
- 飯田駅前交番、上郷飯沼交番、名古熊交番

駐在所
- 松尾駐在所、山本駐在所、竜丘駐在所、下久堅駐在所、天竜峡駐在所、龍江駐在所、千代駐在所、南信濃駐在所、上村駐在所

#### 消防
本部
- 南信州広域連合 飯田広域消防本部

消防署
- 飯田消防署
  - 羽場分署（飯田市羽場町2-490-2）
- 伊賀良消防署
  - 山本分署（飯田市山本5340-1）
  - 龍江（飯田市龍江4531-5）
- 高森消防署座光寺分署（飯田市座光寺5153-4）
- 阿南消防署和田分署（飯田市南信濃八重河内121）

#### 医療
主な病院
- 飯田市立病院
- 健和会病院
- 飯田病院
- 輝山会記念病院

#### 郵便局
集配郵便局
- 飯田郵便局（ゆうちょ銀行直営店）
- 遠山郵便局
- 龍江郵便局

無集配郵便局
- 飯田大門郵便局
- 飯田知久町郵便局
- 飯田馬場郵便局
- 飯田風越郵便局
- 伊賀良郵便局
- 鼎郵便局

- 上郷郵便局
- 上久堅郵便局
- 上村郵便局
- 切石郵便局
- 座光寺郵便局
- 下久堅郵便局
- 新飯田橋郵便局

- 竜丘郵便局
- 駄科郵便局
- 千代郵便局
- 天竜峡郵便局
- 松尾郵便局
- 三穂郵便局
- 山本郵便局

簡易郵便局
- 上溝簡易郵便局
- 尾林簡易郵便局
- 上茶屋簡易郵便局
- 川路中平簡易郵便局

- 木沢簡易郵便局
- 黒田簡易郵便局
- 殿岡簡易郵便局
- 名古熊簡易郵便局

- 平栗簡易郵便局
- 二ツ山簡易郵便局

#### 文化施設
図書館
- 飯田市立図書館
  - 飯田市立中央図書館
  - 飯田市立上郷図書館
  - 飯田市立鼎図書館

美術館
- 飯田市美術博物館
- 川本喜八郎人形美術館
- 竹田扇之助記念国際糸操り人形館
- 秀水美人画美術館

博物館・記念館
- 飯田市上郷考古博物館
- 遠山郷土館 和田城
- 飯田市小笠原資料館
- 上久堅郷土歴史資料館

動物園
- 飯田市立動物園

劇場
- 飯田センゲキシネマズ
- 飯田トキワ劇場

#### 運動施設
野球場
- 飯田市営今宮球場
- 長野県営飯田野球場

競技場
- 飯田市松尾総合運動場

## 対外関係

### 姉妹都市・提携都市

#### 海外
友好都市
| 都市名                       | 国名           | 地域名                        | 提携年月日               |
| ---------------------------- | -------------- | ----------------------------- | ------------------------ |
| シャルルヴィル・メジェール市 | フランス共和国 | グランテスト地方 アルデンヌ県 | 1988年（昭和63年）8月5日 |

その他
- イクレイ
持続可能性を目指す地方自治体による国際的な組織。

#### 国内
市政提携
| 都市名 | 地方     | 都道府県名 | 提携年月日                |
| ------ | -------- | ---------- | ------------------------- |
| 津山市 | 中国地方 | 岡山県     | 1969年（昭和44年）3月25日 |

災害時相互応援協定
| 都市名   | 地方     | 都道府県名 | 提携年月日                 |
| -------- | -------- | ---------- | -------------------------- |
| 伊勢市   | 近畿地方 | 三重県     | 1996年（平成8年）3月1日    |
| 美濃市   | 中部地方 | 岐阜県     | 2010年（平成22年）9月21日  |
| 守山市   | 近畿地方 | 滋賀県     | 2012年（平成24年）3月28日  |
| 水俣市   | 九州地方 | 熊本県     | 2012年（平成24年）3月28日  |
| 四日市市 | 近畿地方 | 三重県     | 2012年（平成24年）3月28日  |
| 岐阜市   | 中部地方 | 岐阜県     | 2013年（平成25年）1月18日  |
| 大分市   | 九州地方 | 大分県     | 2014年（平成264年）1月23日 |

都市会議
- 外国人集住都市会議
- 東海市長会
長野県の市は北信越市長会の構成団体であるが、当市は東海市長会にもオブザーバー参加している。
- TASKIプロジェクト(中部環境先進5市サミット)
- 環境モデル都市
2009年(平成21年)1月22日 環境モデル都市指定。

過去に加盟していた会議
- 全国京都会議
「南信の小京都」として全国京都会議に過去に加盟していたが脱退した。

## 経済

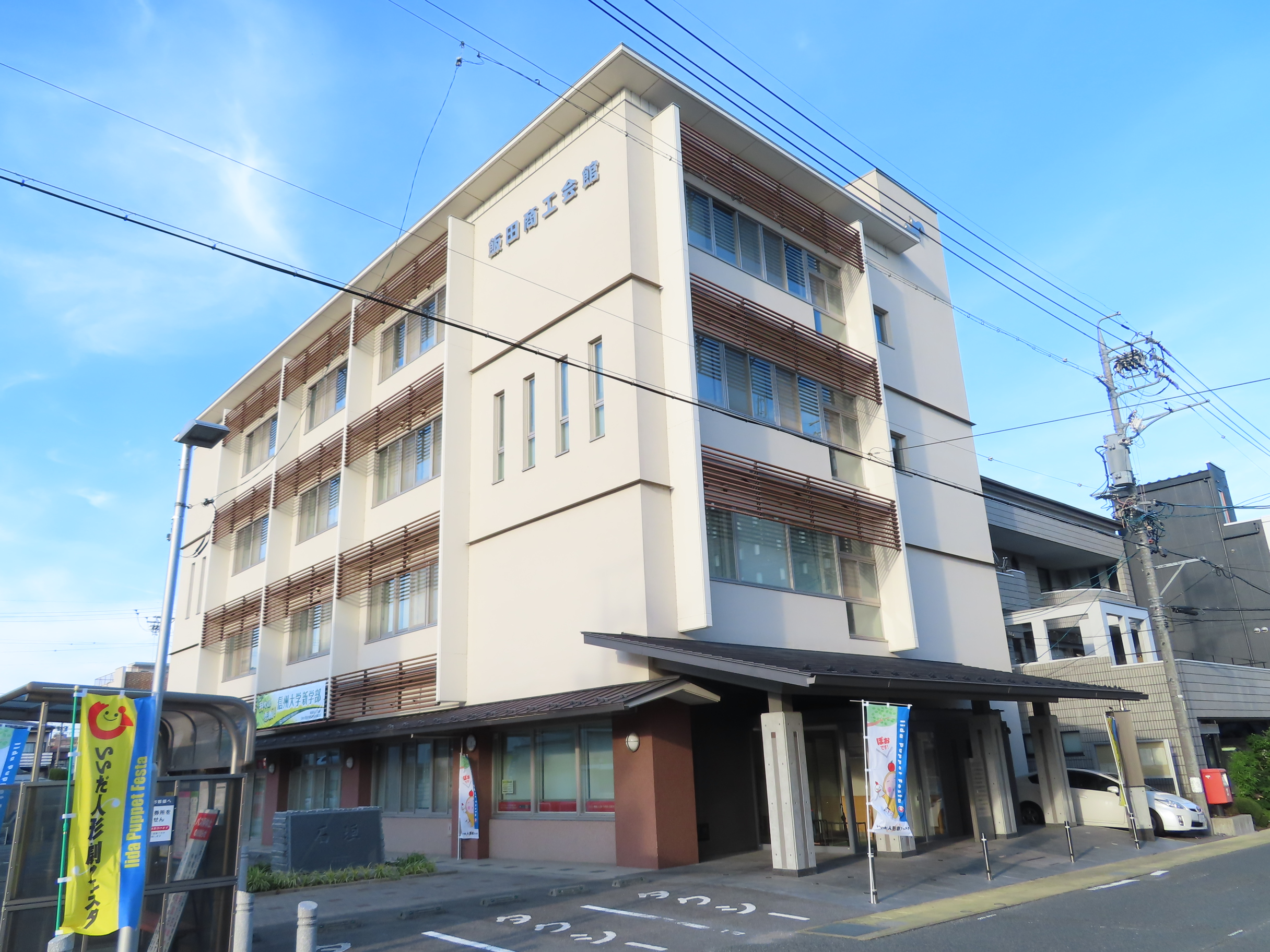
飯田商工会議所

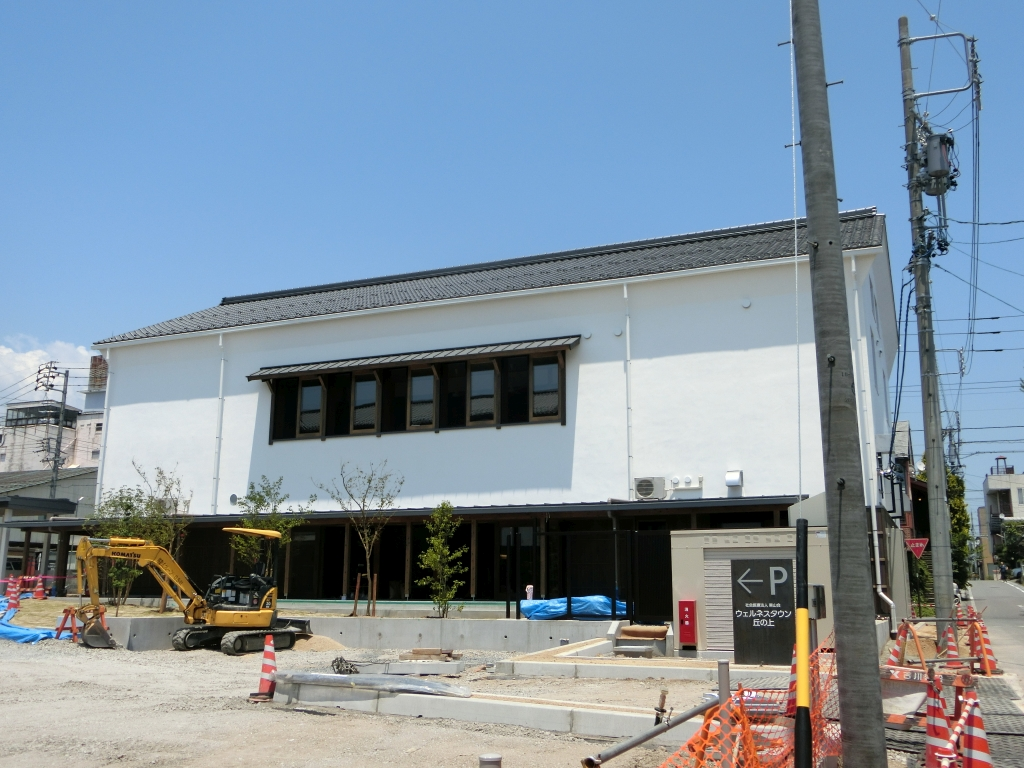
喜久水酒造の蔵

### 第一次産業

#### 農業
- りんご - シナノスイートやシナノゴールドなど、「信州りんご」の生産が盛んである。
- 茶 - 赤石銘茶

### 第二次産業

#### 工業
- 時計
- 精密機器
- 光学機器

#### 醸造業
- 喜久水酒造

### 拠点を置く企業

#### 本社機能を置く企業
- 喜久水酒造
- キラヤ
- シチズン平和時計
- 信南交通
- 多摩川精機 （東京から本社を移転）
- 夏目光学
- マルマン

#### 飯田市発祥の企業
- 旭松食品（本社大阪市）
- かぶちゃん農園（本社東京都千代田区）※2017年倒産
- 平安堂（本社長野市）
- 綿半ホールディングス（本社東京都新宿区）

## 情報・生活

### マスメディア

#### 新聞社
- 南信州新聞 - 毎週月曜日休刊。
- 信濃毎日新聞飯田支社

フリーペーパー
- 週刊いいだ - 信濃毎日新聞系。毎週木曜日発行。
- 飯田ホームニュース - 中日新聞系。毎週金曜日発行。

#### 放送局
- NHK長野放送局飯田支局
- 信越放送飯田放送局
- テレビ信州飯田支局
- 長野放送飯田支局
- 飯田ケーブルテレビ - インターネットサービス名は「いい-NET」。
- 飯田FM（iステーション） - FM豊橋（やしの実FM）、浜松FM（FM Haro!）とともに三遠南信のコミュニティ放送局を形成している。

#### 中継局
- 飯田中継局
- 飯田阿智中継局
- 飯田川路中継局
- 遠山中継局

#### かつて存在したマスメディア
- 信州日報社 - 1956年創刊、2013年11月休刊。

### ライフライン

#### 電力
- 中部電力

発電施設
- 水力発電所
  - 松川発電所
  - 松川第三発電所
  - 松川第四発電所
  - 三穂発電所
  - 易老沢発電所
  - 北又渡発電所
  - 飯島発電所
- 太陽光発電所
  - メガソーラーいいだ

#### ガス
- 信州ガス

#### 上下水道
- 長野県企業局

#### 電信
- NTT東日本

市外局番
- 飯田MA : 0265
- 阿南町MA : 0260 - 上村、南信濃木沢、南信濃南和田、南信濃八重河内、南信濃和田。

収集局
- 飯田局、信濃山本局、竜丘局、天竜峡局、下久堅局、喬木局、泰阜南局、千代局、信濃上村局、遠山局

## 教育

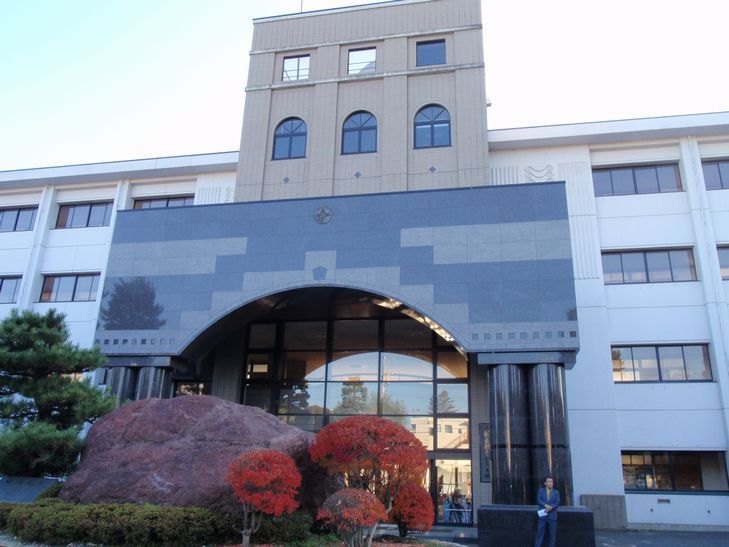
長野県飯田高等学校

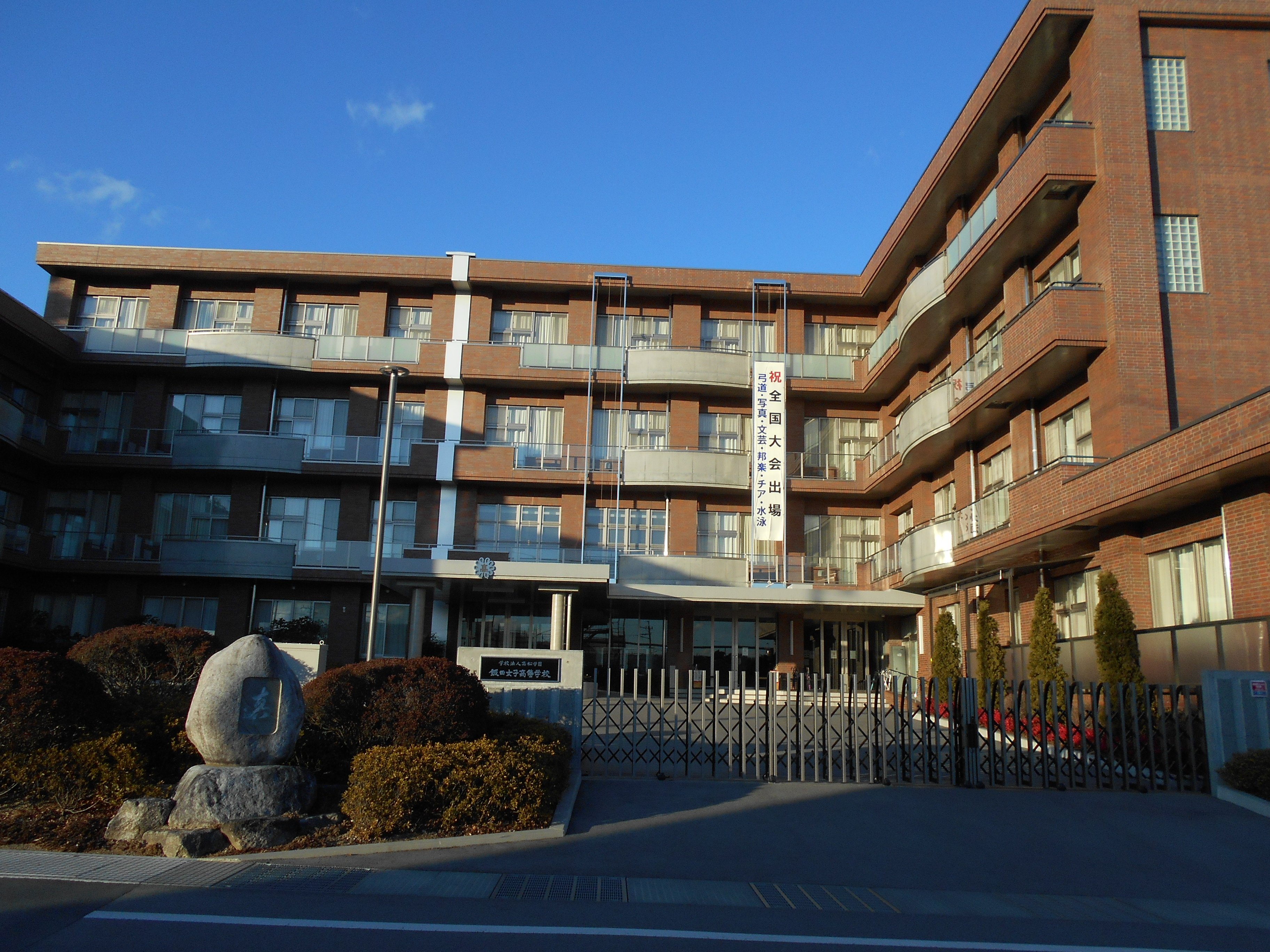
飯田女子高等学校

### 大学
国立
- 信州大学南信州・飯田サテライトキャンパス

### 短期大学
私立
- 飯田短期大学（旧：飯田女子短期大学）

### 高等学校
公立
- 長野県飯田高等学校
- 長野県飯田OIDE長姫高等学校（平成25年4月、長野県飯田長姫高等学校と長野県飯田工業高等学校が合併して誕生。）
- 長野県飯田風越高等学校
- 長野県下伊那農業高等学校

私立
- 飯田女子高等学校
- 地球環境高等学校 飯田学習室
- 松本国際高等学校 飯田学習センター
- 鹿島学園高等学校 飯田キャンパス

### 中学校
市立
- 旭ヶ丘中学校
- 飯田西中学校
- 飯田東中学校

- 鼎中学校
- 高陵中学校
- 遠山中学校

- 緑ヶ丘中学校
- 竜峡中学校
- 竜東中学校

### 小学校
市立
- 丸山小学校
- 追手町小学校
- 浜井場小学校
- 座光寺小学校
- 松尾小学校
- 竜丘小学校
- 三穂小学校

- 伊賀良小学校
- 山本小学校
- 下久堅小学校
- 川路小学校
- 千代小学校
- 千栄小学校
- 龍江小学校

- 上久堅小学校
- 鼎小学校
- 上郷小学校
- 上村小学校
- 和田小学校

## 交通

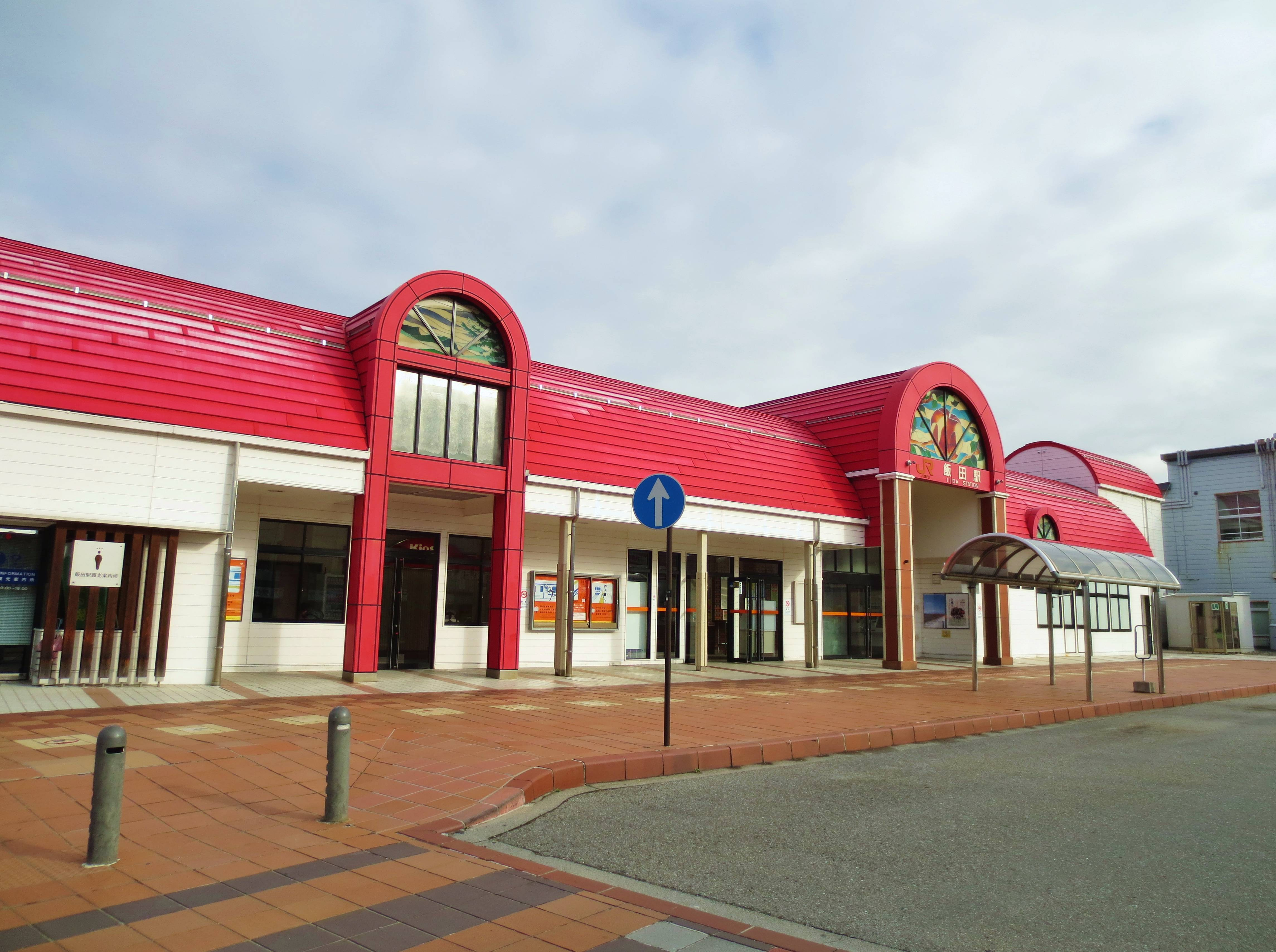
JR飯田線飯田駅

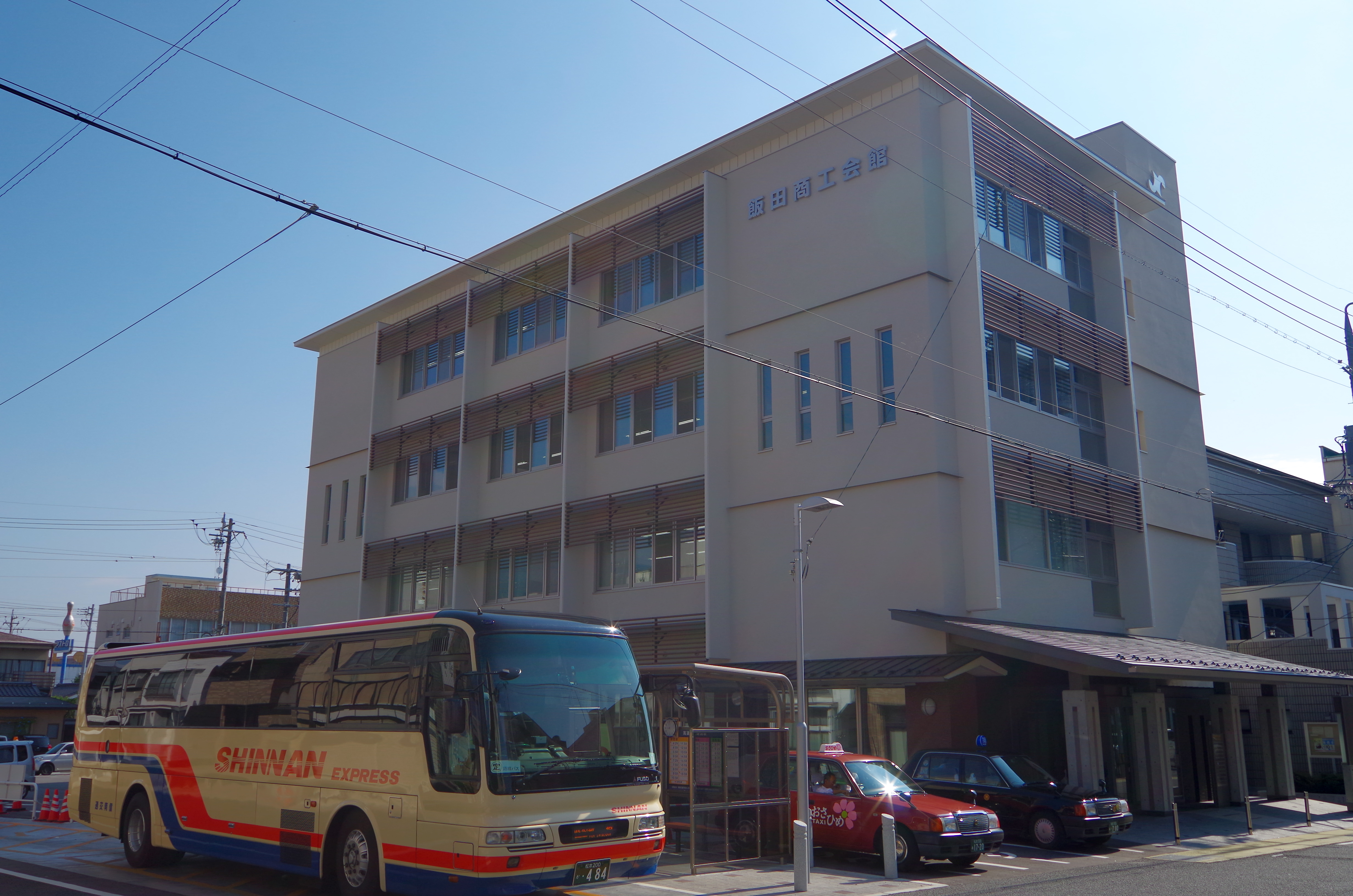
高速バスが発着する飯田商工会館

### 鉄道
鉄道では東海旅客鉄道の飯田線があるが、単線の地方交通線であり、特急も豊橋方面へ向かう「伊那路」のみであるため、東京や名古屋、長野、松本等の主要な都市との往来には、主に鉄道ではなく高速バスが利用されている。
2027年（当初予定）にはリニア中央新幹線の長野県駅が飯田市上郷飯沼付近に設置予定。
かつては当市と中津川市を結ぶ国鉄中津川線の計画があり路盤が完成したものの建設中止になった。しかし当市と中津川市を結ぶ鉄道路線はリニア中央新幹線で実現する見込み。
市の中心となる駅：飯田駅

#### 新幹線
東海旅客鉄道（JR東海）
中央新幹線 ※建設中：（山梨県）- 長野県駅 -（岐阜県）

#### 鉄道路線
東海旅客鉄道（JR東海）
CD 飯田線：元善光寺駅 - 伊那上郷駅 - 桜町駅 - 飯田駅 - 切石駅 - 鼎駅 - 下山村駅 - 伊那八幡駅 - 毛賀駅 - 駄科駅 - 時又駅 - 川路駅 - 天竜峡駅 - 千代駅 - 金野駅
このほか、為栗駅 - 温田駅間でも市内を通過している。

### バス
バスターミナル
- 飯田バスセンター

#### 路線バス
- 信南交通
- 飯田市民バス
- 南部公共バス

#### 高速バス
- 中央高速バス - 飯田線（新宿方面）、立川飯田線（立川昭島方面）
- 中央道高速バス - 飯田線（名古屋方面）
- みすずハイウェイバス - 長野飯田線（長野松本方面）
- 伊那バス - ベイブリッジ号（横浜方面）
- アルペン伊那号 - 箕輪⇔伊那⇔駒ヶ根⇔上飯田⇔飯田IC⇔京都深草⇔梅田
- トラビスジャパン  - 辰野⇔伊那⇔駒ヶ根⇔上飯田⇔飯田IC⇔京都
- 名古屋ライナー甲府号 - 竜王⇔甲府⇔上飯田⇔名古屋  （2013年12月1日取扱い開始[PR 9]）

### 道路

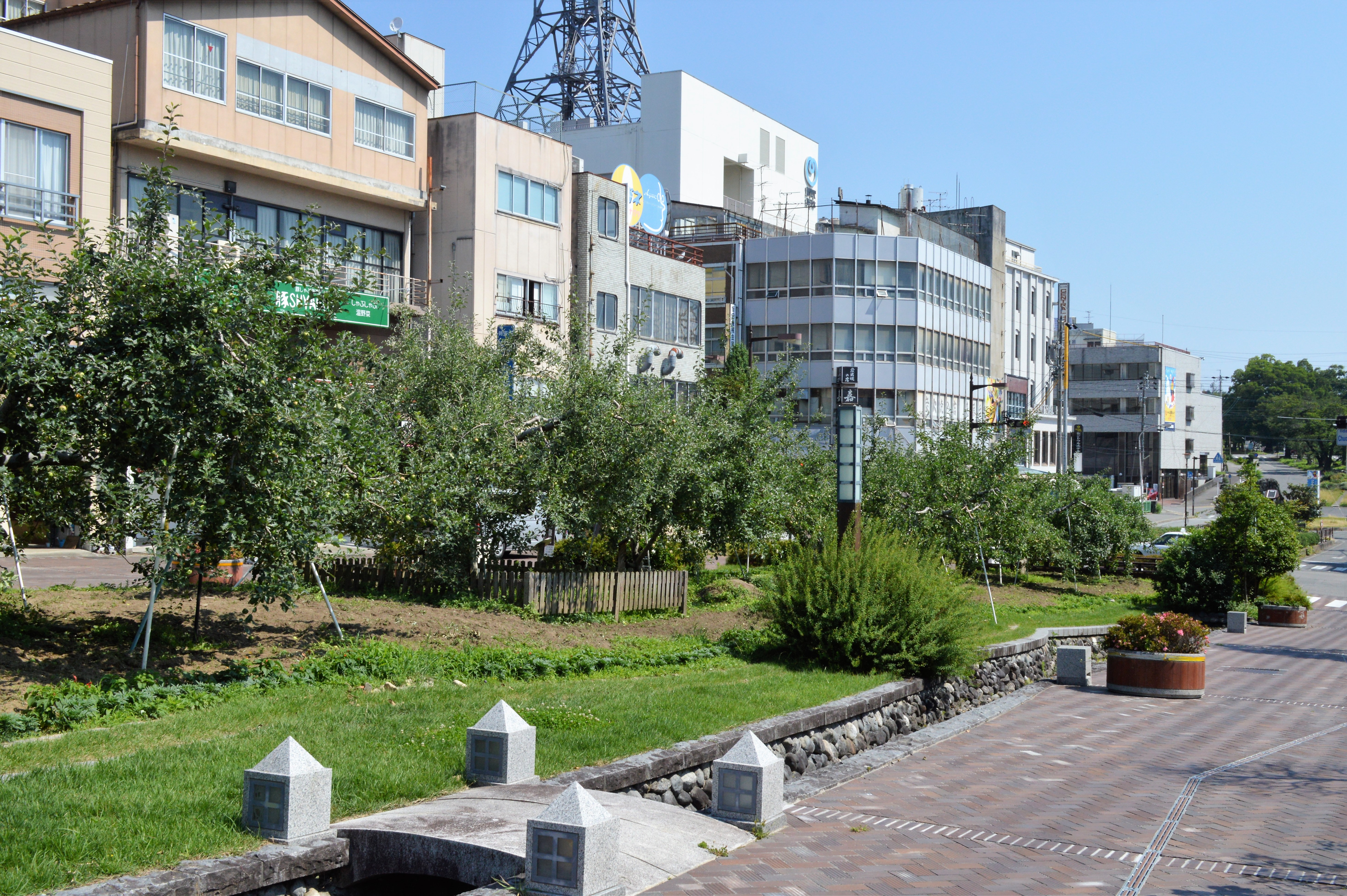
りんご並木

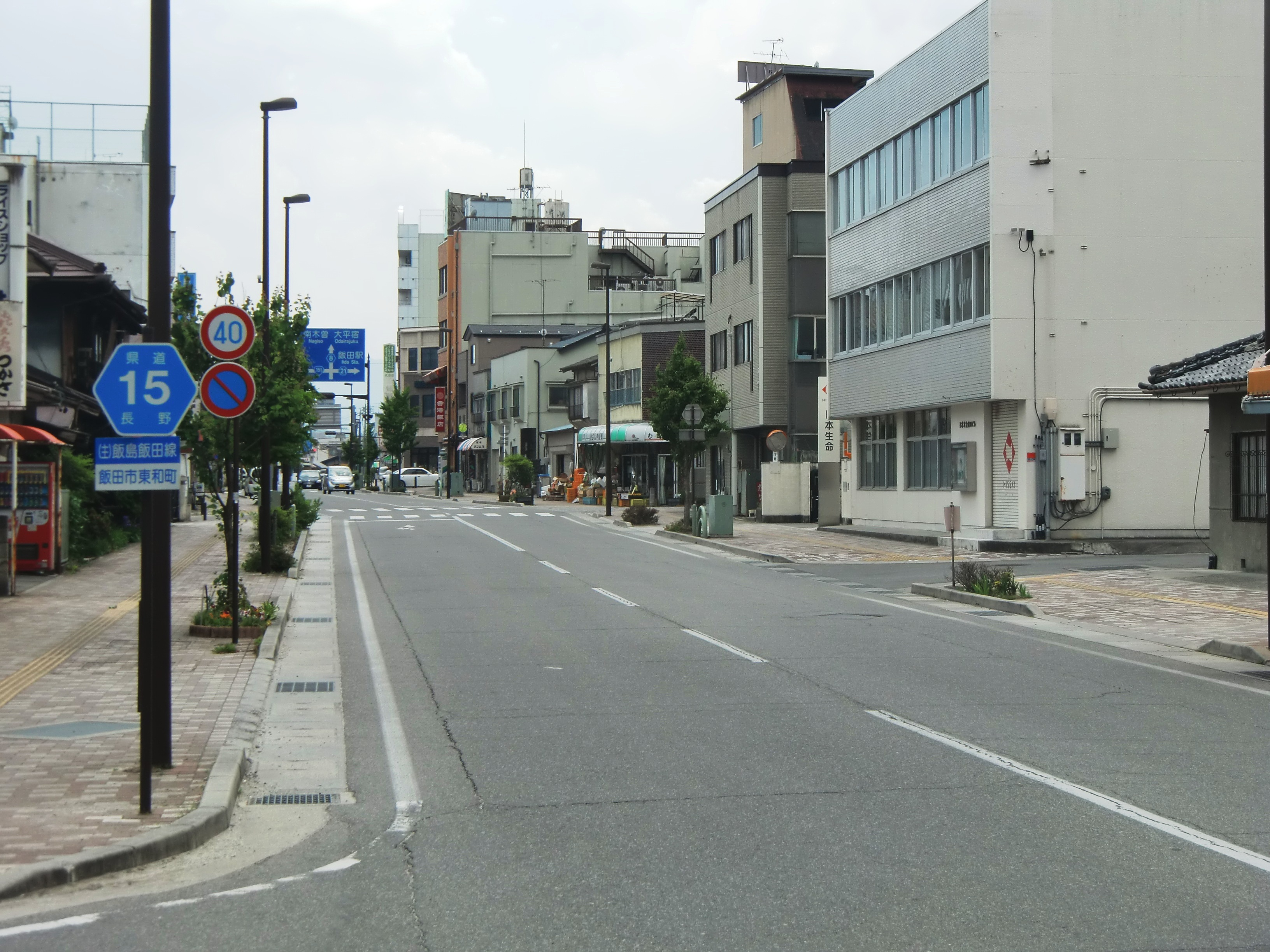
飯田市中心市街地の通り

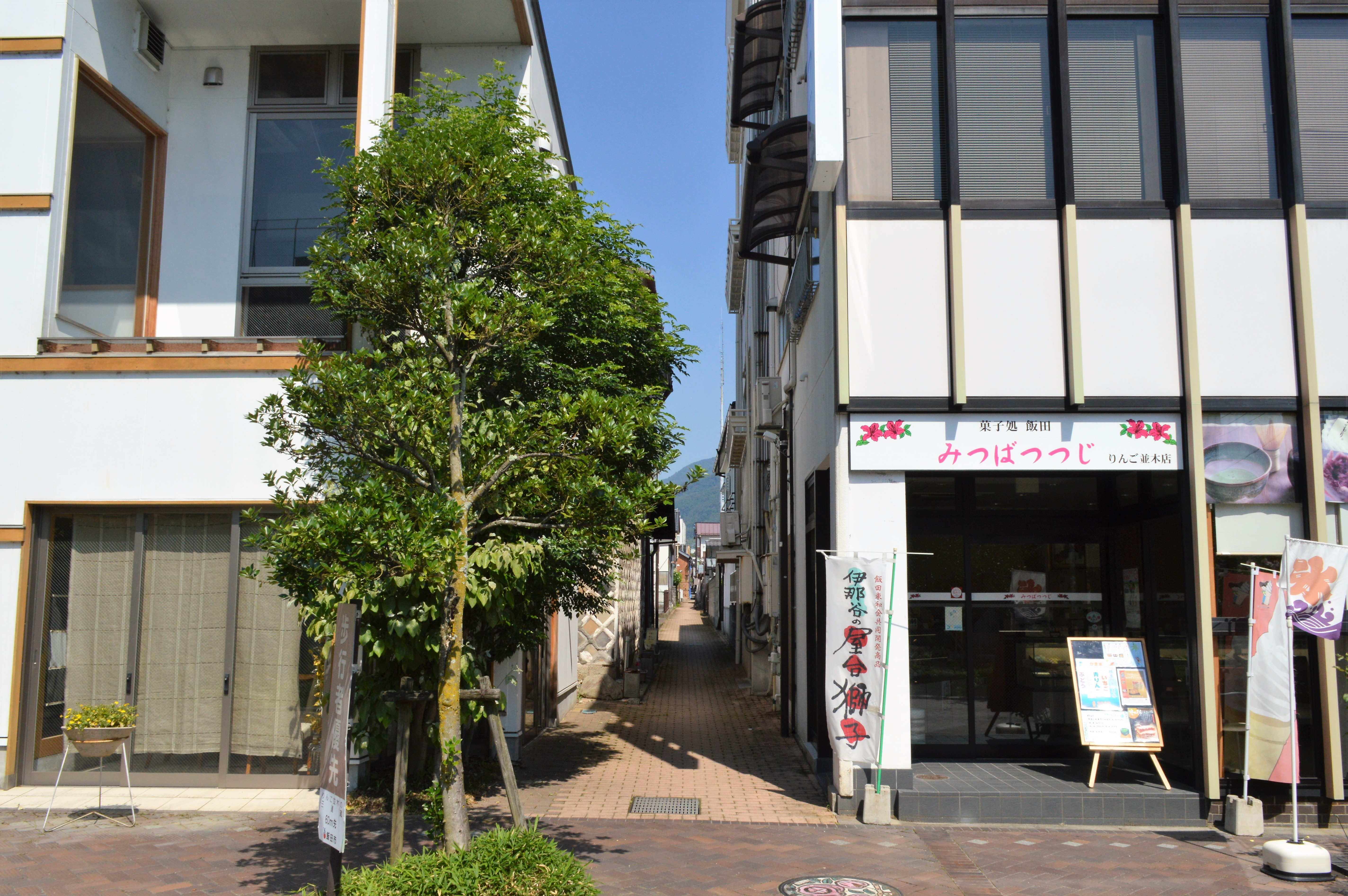
飯田大火を機に防火帯の機能も含めて整備された裏界線

飯田市への主な交通手段としては、高速道路では中央自動車道、一般道では国道153号線、151号線、256号線（阿智村経由）などがある。
静岡県とを結ぶ三遠南信自動車道は2021年現在一部区間が開通しており
、将来的には一般道とを併用し全面開通する見込みである。

#### 高速道路
- E19中央自動車道
（高森町） - 座光寺PA/SIC - 上飯田BS - 飯田IC - 飯田山本IC/JCT - （阿智村）
- E69三遠南信自動車道（一般国道474号）[注 1][13]
飯田山本IC/JCT - 天龍峡IC/PA - 千代IC - 龍江IC - 飯田上久堅・喬木富田IC - （喬木村） - 程野IC - 小嵐IC - （浜松市）

#### 国道
- 国道151号
- 国道152号
- 国道153号
飯田バイパス
- 国道256号
- 国道418号
- 国道474号（三遠南信自動車道）

#### 県道
主要地方道
- 長野県道・愛知県道・静岡県道1号飯田富山佐久間線
- 長野県道8号飯田南木曽線
- 長野県道15号飯島飯田線
- 長野県道18号伊那生田飯田線
- 長野県道21号飯田停車場線
- 長野県道83号下条米川飯田線

一般県道
- 長野県道229号市場桜町線
- 長野県道230号青木東鼎線
- 長野県道231号伊那八幡停車場線
- 長野県道232号新井伊那八幡停車場線
- 長野県道233号時又中村線
- 長野県道234号田中乱橋線
- 長野県道236号天竜峡停車場線
- 長野県道237号米川飯田線
- 長野県道247号米川駄科停車場線
- 長野県道250号上川路大畑線
- 長野県道251号上飯田線
- 長野県道252号下久堅知久平線
- 長野県道369号・静岡県道412号南信濃水窪線
- 長野県道444号駄科大瀬木線
- 長野県道465号飯田上郷松川自転車道線
- 長野県道491号親田中村線
- 長野県道492号天竜峡停車場下平線

### ナンバープレート
南信州ナンバー
2025年5月7日以降、下伊那郡各町村とともに、ご当地ナンバーである南信州ナンバーが割り当てられている。

## 観光

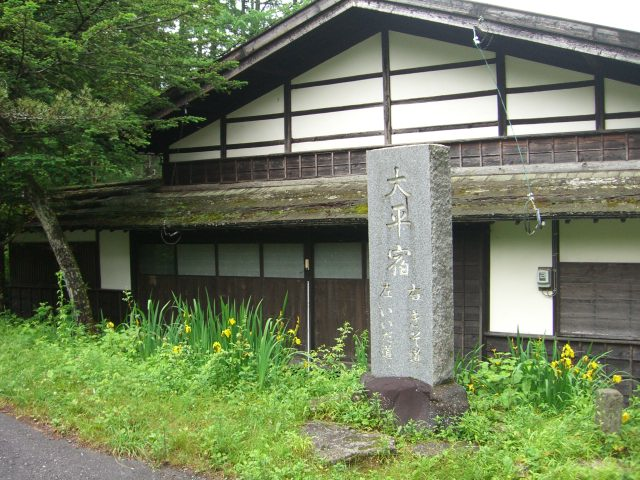
大平宿

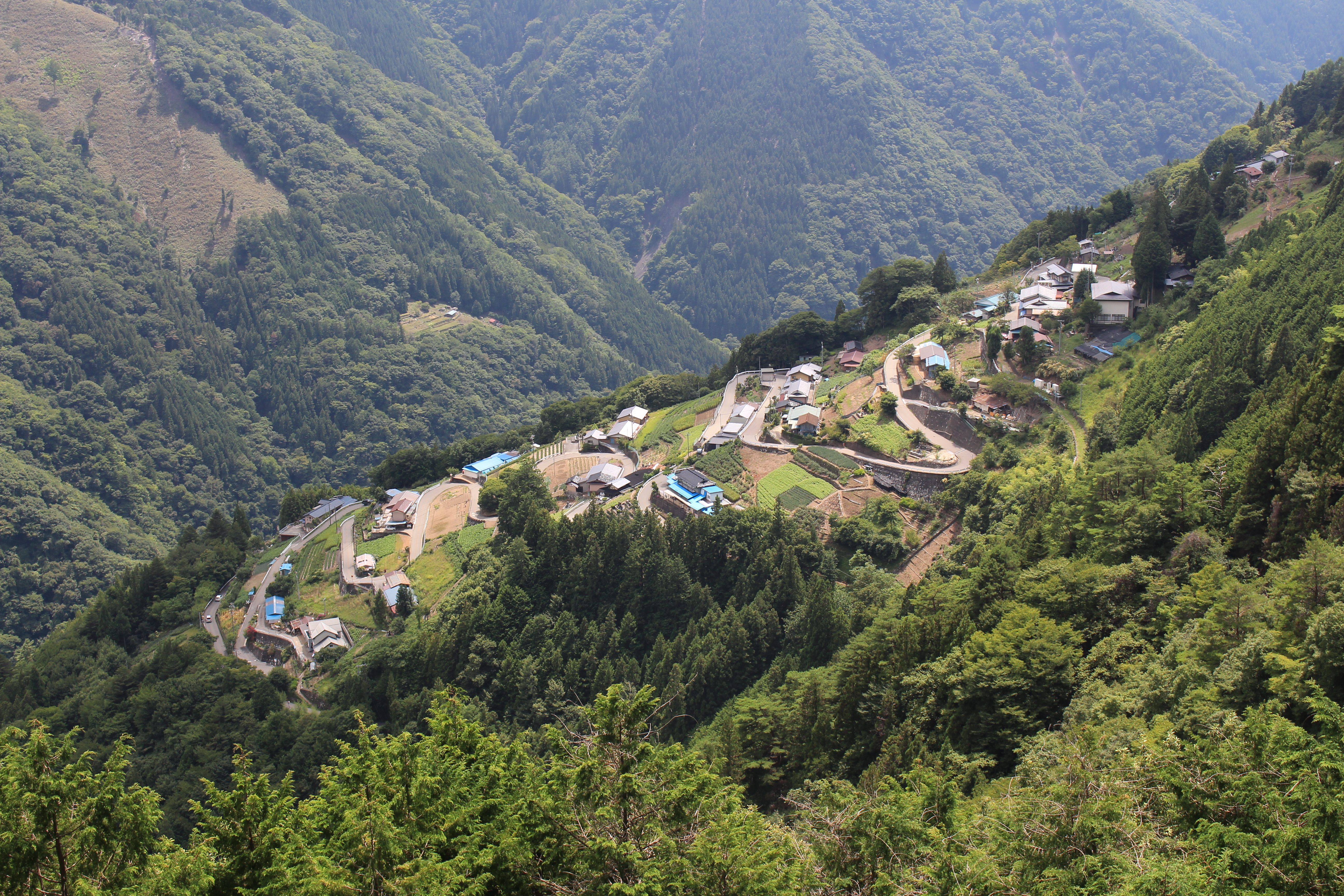
下栗の里

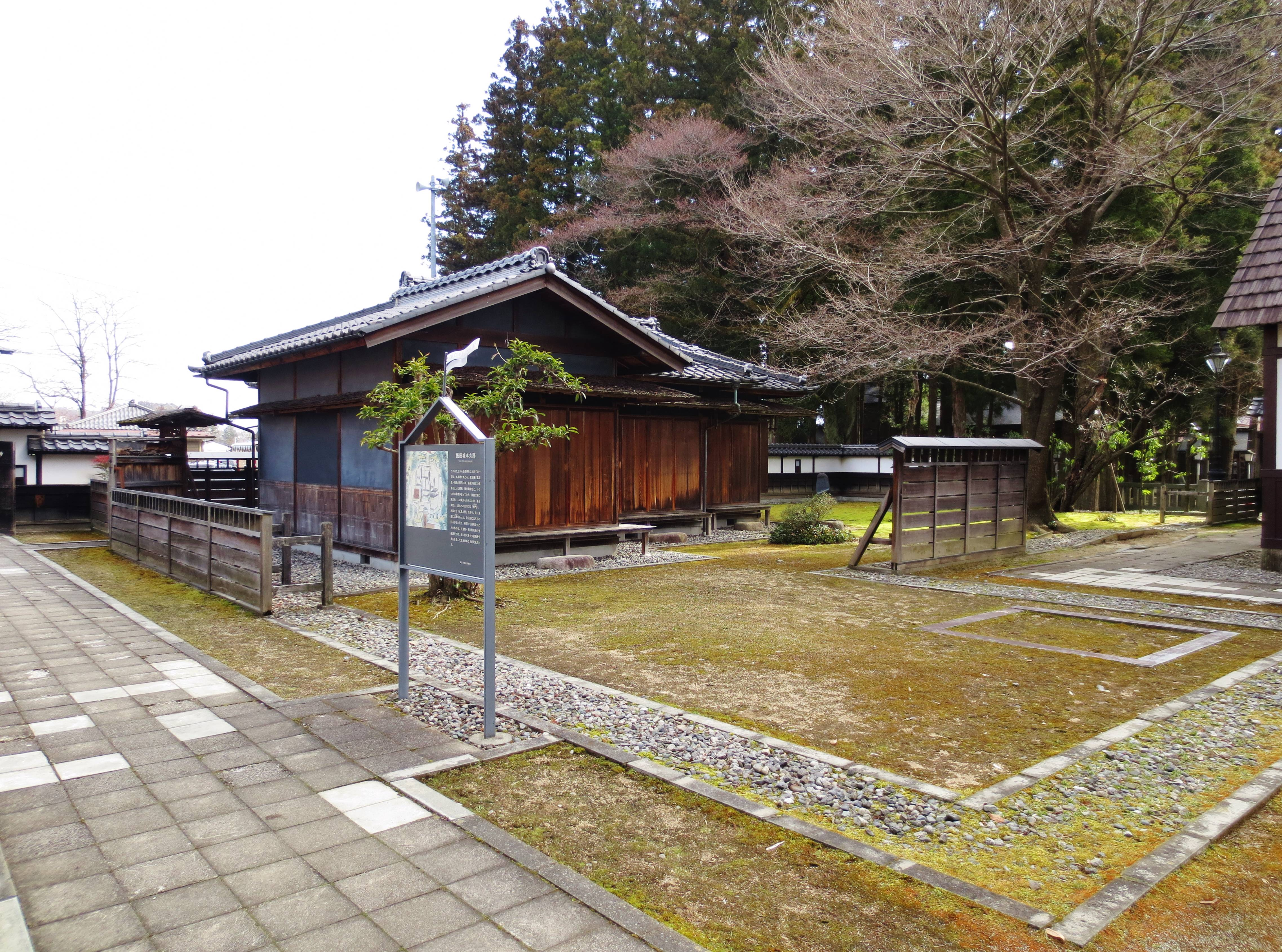
飯田城本丸跡

### 名所・旧跡
登録有形文化財
- 長野県の登録有形文化財一覧#飯田市を参照。

国指定史跡
- 飯田古墳群
- 恒川官衙遺跡（英語版）

城郭
- 飯田城跡
- 松尾城跡 - 県指定史跡
- 鈴岡城跡 - 県指定史跡
- 伊豆木陣屋（旧小笠原家書院） - 重要文化財
- 神之峰城 - 市指定史跡

主な神社
- 白山社 - 重要文化財（本殿）
- 鳩ヶ嶺八幡宮 - 重要文化財（木造誉田別尊坐像）、市有形文化財（本殿、随神門）

宿場
- 大平宿

建造物
- 下黒田の舞台 - 重要有形民俗文化財
- 飯田市立追手町小学校 - 登録有形文化財（校舎、講堂）
- 旧座光寺麻績学校 - 県宝（校舎）

### 観光スポット
- 飯田市立動物園

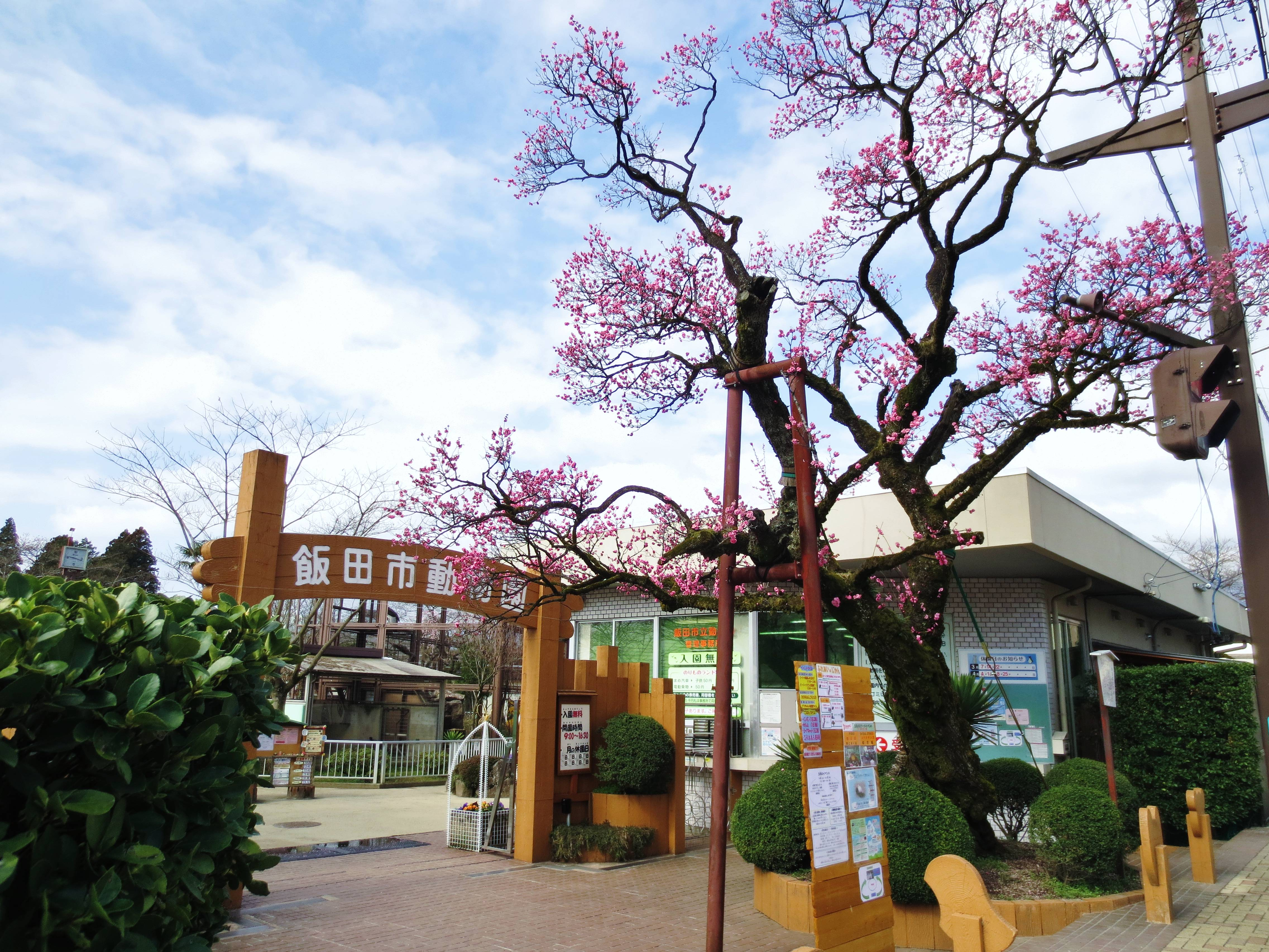
飯田市立動物園

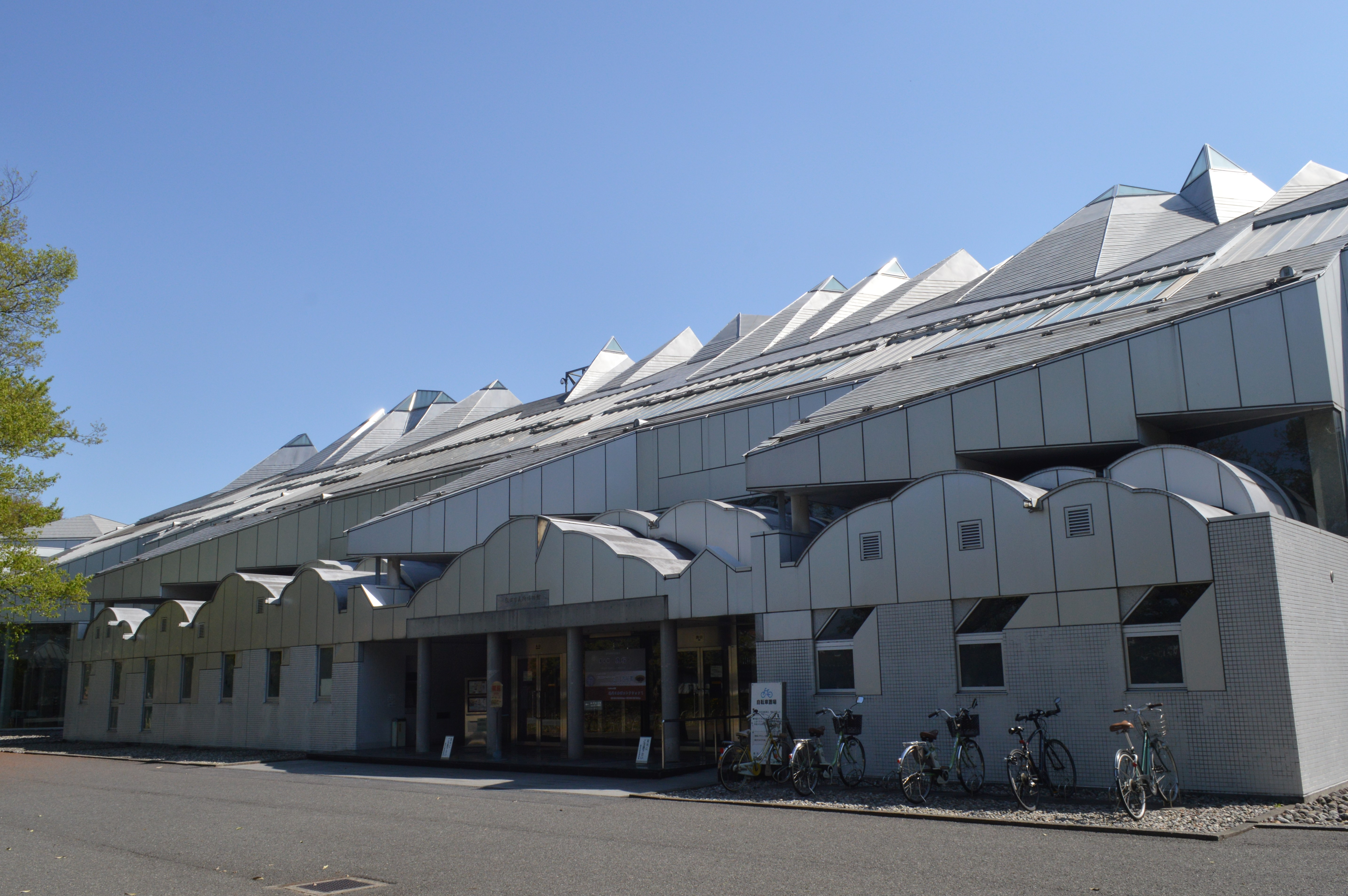
飯田市美術博物館

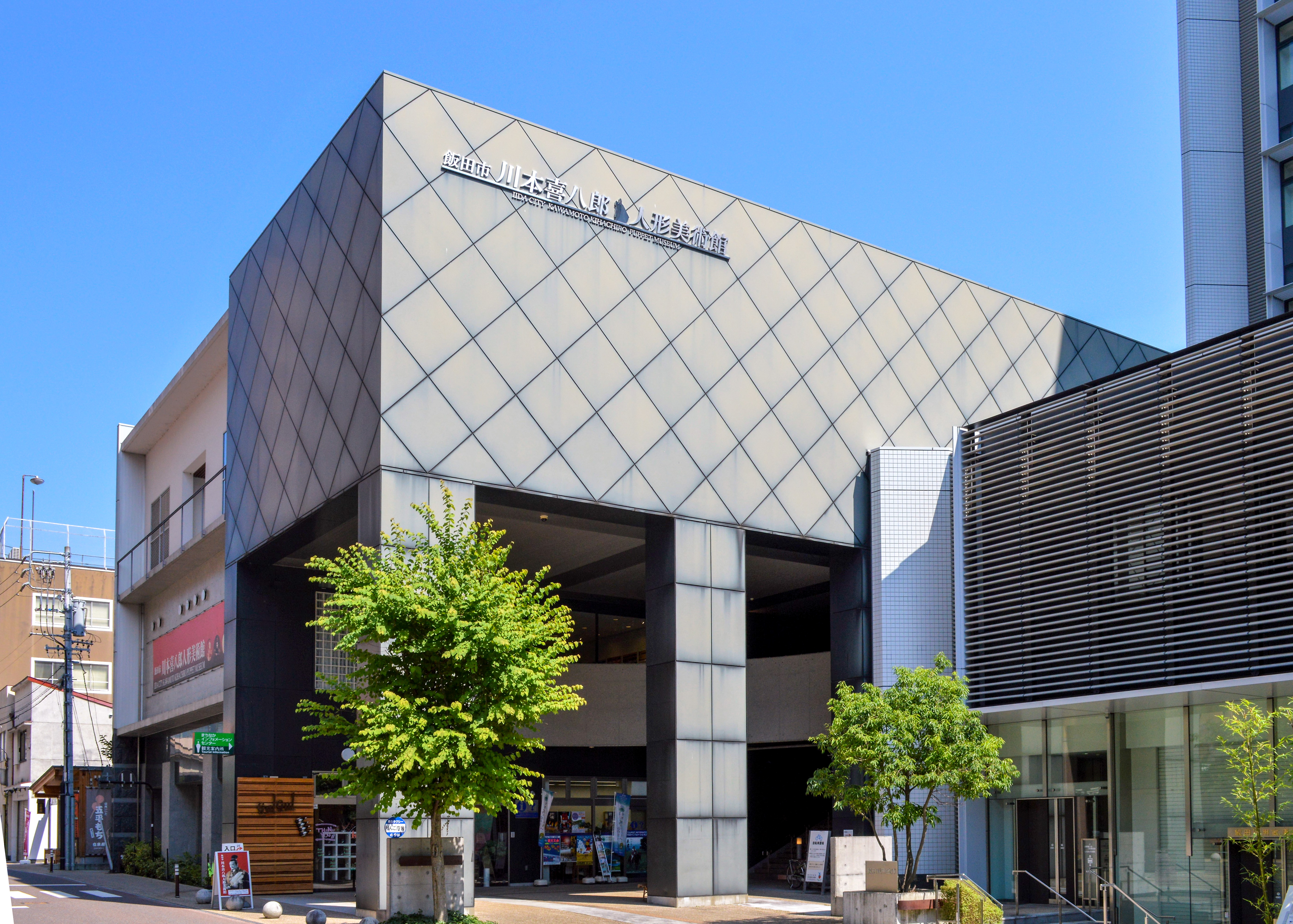
川本喜八郎人形美術館

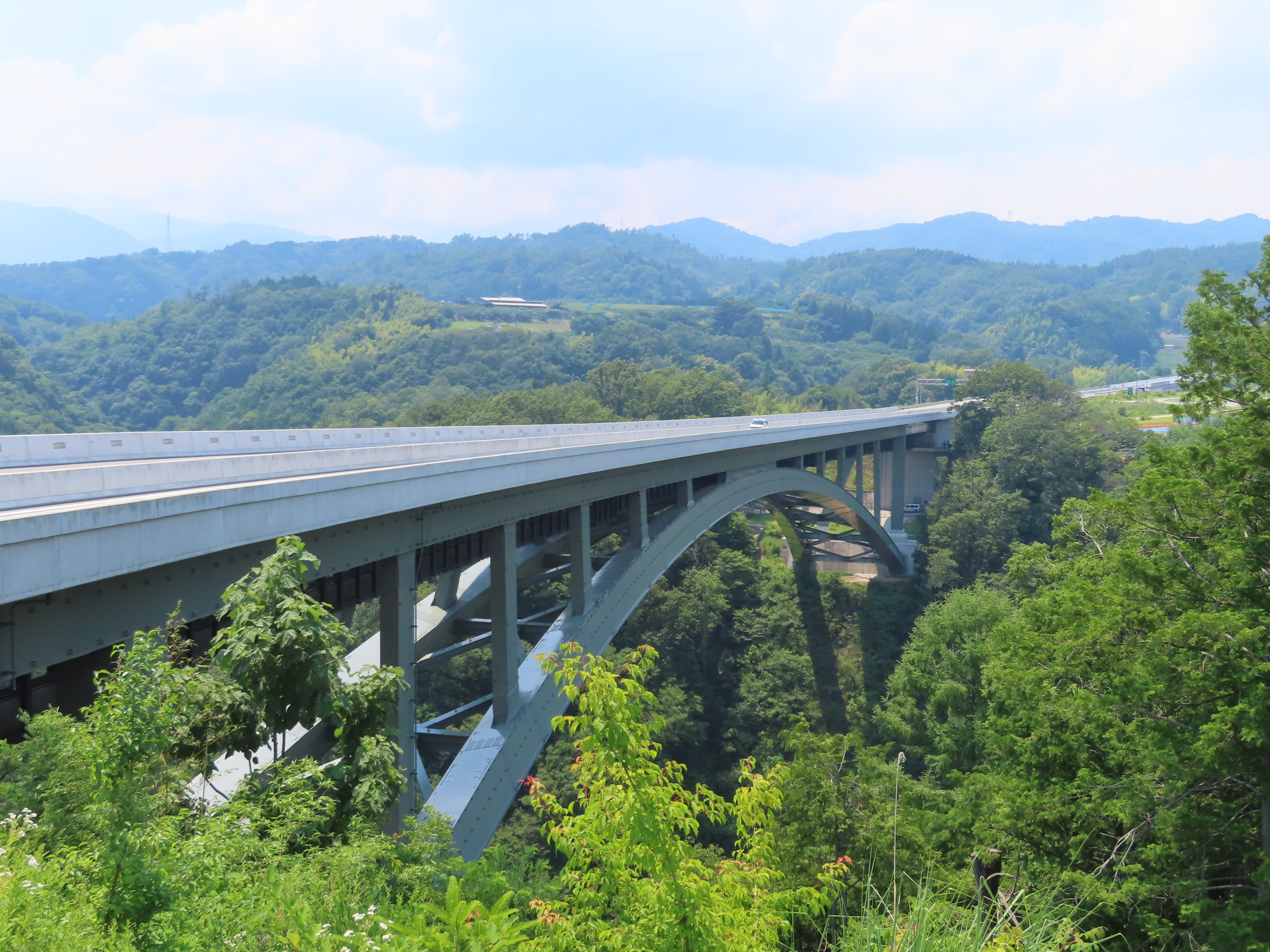
天龍峡大橋

- りんご並木（かおり風景100選、日本の道100選）
- 遠山郷 - しらびそ高原、下栗の里、御池山クレーター、旧木沢小学校
- 遠山森林鉄道
- 猿庫の泉 - 名水百選
- 天竜峡 - 天竜峡温泉、姑射橋、つつじ橋、龍角峯
- 天竜川 - 天竜舟下り、天竜ライン下り、ラフティング
- 天龍峡大橋 - そらさんぽ天龍峡

美術館
- 飯田市美術博物館
- 川本喜八郎人形美術館

## 文化・名物

### 祭事・催事

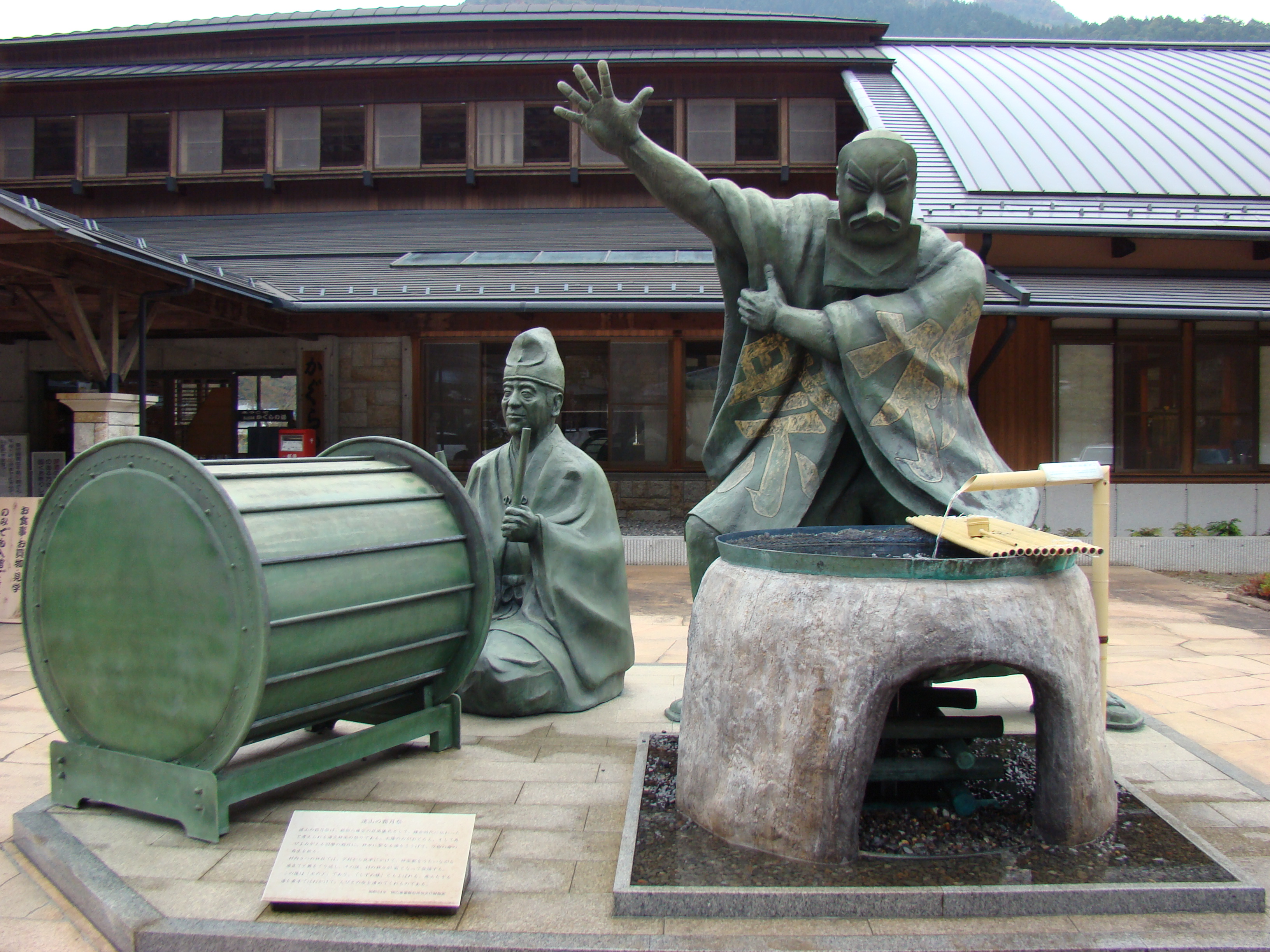
霜月まつりの像

- 遠山の霜月祭（重要無形民俗文化財、毎年12月）
- お練り祭り（寅年と申年の3月）
- 七久里神社祭礼（毎年10月）
- 時又初午はだか祭り（毎年3月）
- 峠の国盗り綱引き合戦（静岡県境の兵越峠、毎年10月）
- いいだ人形劇フェスタ（8月第1木曜-日曜の4日間）
- 飯田りんごん（人形劇フェスタ開催期間中の土曜日に開催）
- 飯田やまびこマーチ（日本マーチングリーグ公式大会、毎年4月）
- 飯田丘のまちフェスティバル[14]
- 焼來肉ロックフェス
- 飯田焼肉の日(毎年11月29日)
- 南信州獅子舞フェスティバル（毎年10月）[15]

### 名産・特産
- 飯田焼肉
- おたぐり
- 鯉の旨煮（甘煮）
- 五平餅
- 凍豆腐
- ひび（蚕の蛹）
- 和菓子
- 赤石銘茶 - うまいんだに
- 飯田水引[16]
- 尾林焼
- 天龍峡焼

## 寺院
座光寺
- 元善光寺
- 耕雲寺

上川路
- 開善寺 - 重要文化財（山門、画文帯四仏四獣鏡、絹本著色八相涅槃図）

上郷別府
- 経蔵寺 - 飯田城桜丸御門

上郷飯沼
- 鶏足院
- 雲彩寺

上郷黒田
- 光福寺
- 大念寺

竜江
- 大願寺
- 定継寺

久米
- 光明寺

立石
- 立石寺 - 県宝（木造十一面観音立像）

鼎上山
- 願王寺

中村
- 惣教寺

箕瀬町
- 柏心寺

鼎名古熊
- 運松寺

鼎上山
- 法藏寺

伝馬町
- 西教寺
- 永昌寺
- 善勝寺
- 専照寺
- 正林寺
- 紫雲院来迎寺

上飯田
- 阿彌陀寺

中央通り
- 正念寺
- 眞光寺

追手町
- 妙心寺

曙町
- 本覚寺

江戸町
- 黄梅院
- 正永寺

松尾町
- 峯高寺

今宮町
- 瀧光徳寺 南信州別院

上久堅
- 玉川寺
- 興禅寺

下久堅
- 常信院
- 文永寺- 重要文化財（石室・五輪塔）、県宝（梵鐘）

山本
- 淨玄寺

駄科
- 念通寺

時又
- 長石寺

伊豆木
- 興徳寺

下殿岡
- 圓通寺

竹佐
- 観音寺

大瀬木
- 増泉寺

北方
- 眞慶寺

千代
- 法全寺 - 知久氏によって開かれた禅寺。

南信濃
- 龍淵寺

## スポーツ
近年は自転車ロードレースに力を入れている。UCI公認のレースであるツアー・オブ・ジャパンや実業団 (JBCF) 大会を誘致（2005年-2009年）したり、シクロクロスなどのレースを開催し、自転車競技やバイコロジーを通した地域の活性化・観光客の誘致を図っている。
しかし2010年にJBCFのレースが消滅し、しらびそ高原へのヒルクライムレースも2010年をもって消滅、2020年3月現在はTOJ南信州ステージが飯田市で開催される唯一の自転車レースとなっている。
飯田市を本拠地とするチーム
- アザリー飯田 - サッカークラブ、長野県フットボールリーグ1部。Jリーグへの加盟を目指している。
- ボンシャンス飯田 - 自転車ロードレースチーム。
- 信濃グランセローズ - ベースボール・チャレンジ・リーグ（BCリーグ）に所属するプロ野球チーム。長野県営飯田野球場でホームゲームが行われる。

## 出身関連著名人
【50音順】

### 出身著名人
- 相子智恵（俳人）
- 梓林太郎（小説家）
- 新井章仁（テレビディレクター、演出家）
- 有賀敏之（経済学者）
- 安東貞美（男爵、帝国陸軍大将、台湾総督）
- 石田瑞穂（地球科学者）
- 石原美和子（総合格闘技選手）
- 市岡忠男（早稲田大学野球部監督、東京巨人軍初代代表、野球殿堂入り）
- 市村咸人（教育者）
- 伊東かなえ（元テレビ信州アナウンサー）
- 伊藤郷平（地理学者）
- 伊藤大八（衆議院議員）
- 井上正（美術史学者）
- 井ノ口あさ子（元広島テレビ放送アナウンサー）
- 伊原五郎兵衛（実業家、伊那電気鉄道創業者）
- 今村忠助（衆議院議員）
- 今村力三郎（弁護士、専修大学総長）
- 印南高一（演劇学者）
- 薄井龍之（志士、判事）
- 大江礒吉（教育者）島崎藤村の小説『破戒』の主人公・瀬川丑松のモデル
- 太田和彦（官僚、図書館情報学者、元図書館短期大学学長）
- 大野實雄（法学者）
- 岡村二一（ジャーナリスト、東京タイムズ創業者）
- 奥村晃作（歌人）
- 小椋ケンイチ（タレント、美容師）飯田市産業親善大使(飯田水引大使、市田柿大使)
- 小沢亜貴子（演歌歌手）飯田市産業親善大使  (飯田菓子大使)
- 尾関雄哉（信越放送アナウンサー）
- 落合信子（タレント、落合博満の妻）
- オノサト・トシノブ（抽象画家）
- 戒能通孝（法学者）
- 一矢（漫談家）
- 加藤喜久子（外交官、アルバニア特命全権大使）
- 亀本寛貴（英語版）GLIM SPANKY（ミュージシャン）
- 香山小鳥（版画家、詩人）
- 河竹繁俊（演劇学者）名誉市民
- 北原稲雄（幕末から明治前期にかけての国学者・歌人）
- 北原年清（明治期の絵師）
- 北原ゆき（放送作家）
- 木下秀樹（裁判官）
- 吉川信（英文学者）
- 草田敏彦（長野朝日放送アナウンサー）
- 久保田祥江（信越放送アナウンサー）
- 久保田正文（小説家、評論家）
- 小池浩司（元舞台俳優、声優）[注 2]
- 小坂樹徳（医学者、東京女子医科大学教授、東京大学名誉教授、虎の門病院名誉院長、日本糖尿病学会理事長等歴任）
- 小島麗逸（中国研究者）
- 後藤総一郎（史学者、明治大学政治経済学部教授）
- 後藤道夫（科学ジャーナリスト）
- 小林敢治郎（教育学者）
- 小林広一（文芸評論家）
- 小林貴子（俳人）
- 小林英樹（演出家・脚本家）
- 小林利助（建築家）
- Coba-U(コバユー)（レゲエミュージシャン）
- 酒井朝彦（児童文学者）
- 佐々木陸海（政治家）
- 佐竹蓬平（絵師）
- 佐藤健（飯田市長）
- 塩沢実信（作家、ジャーナリスト）
- 塩澤快浩（編集者、早川書房編集部長）
- 篠田義一（陶芸家）人間国宝
- 下田文一（実業家）
- 白井剛（舞踏家・振付家）
- 代田昭久（教育者）
- 代田銀太郎（作詞家）
- 代田稔（医学者、ラクチカゼイバチルス・カゼイ・シロタ株(通称ヤクルト菌)発見者、ヤクルト創業者）
- 菅沼龍夫（医学者、元宮崎大学学長）
- 杉本麻樹（情報工学者、慶應義塾大学理工学部教授）
- 鈴木芙蓉（江戸時代中期から後期の絵師）
- 昴光司（元力士）
- 須山計一（漫画家）
- 相馬敏夫（官僚、実業家）
- 田口成光（脚本家）
- 太宰春台（江戸時代中期の儒学者）
- 橘家圓十郎（落語家）
- 橘家竹蔵（落語家）
- 立川らく朝（落語家、医師）
- タテタカコ（シンガーソングライター）
- 田中芳男（男爵、幕末から明治期の博物学者・動物学者・植物学者・農学者・園芸学者・物産学者）
- 田中義廉（洋学者、田中芳男の実弟）
- 寺沢みづほ（アメリカ文学者）
- 中岡京平（脚本家）
- 中川元（教育者）
- 中島衛（衆議院議員）
- 長沼六男（映画カメラマン）
- 中原謹司（政治家）
- 鳴海亮（バスケットボール選手）
- 西尾光一（国文学者）
- ニッチロー（ものまね芸人）飯田市産業親善大使  (飯田焼肉大使)
- 猫十字社（漫画家）
- 萩元晴彦（テレビプロデューサー、テレビマンユニオン創設者）
- 長谷川善和（古生物学者）
- 八丁地隆（実業家）
- 羽生三七（参議院議員）
- 羽場仁志（作曲家・作詞家）
- 林芋村（教育者）
- 林道義（経済学者・心理学者・評論家）
- 林家正楽 (初代)（紙切り芸人）
- 原弘（グラフィックデザイナー）
- 樋口秀雄（民政党弁舌家） 号：龍峡
- 菱田春草（明治期の日本画家）
- 日夏耿之介（イギリス文学者、詩人）名誉市民
- 平栗あつみ（女優）
- 平澤彌一郎（運動生理学者）
- 福井裕子（女優）
- 福田淳太（衆議院議員）
- 福與正治（英文学者、元成蹊大学学長）
- 藤本ひとみ（ライトノベル・西洋史歴史小説家）
- 藤本四八（美術写真家）
- 古島敏雄（歴史学者）
- 古島和雄（歴史学者、古島敏雄の親族）
- 保篠龍緒（翻訳家）
- 細田佳也（ラグビー選手）
- 本田美禅（小説家）
- 牧内良平（新聞記者、テレビ神奈川元社長）
- 松尾多勢子（幕末の尊皇派女性志士）
- 松下隆章（美術史家）
- 丸山克俊（教育学者）
- 丸山寿（日立化成社長、昭和電工マテリアルズ社長）
- 三浦英（俳優）
- 光沢毅（1954年飯田長姫高校で春の選抜優勝投手、野球指導者、解説者、ブラインドゴルフ選手）
- 宮淑子（フリージャーナリスト）
- 宮崎周一（軍人）
- 宮下直（生物学者）
- 宮下文一（歌手、作曲家・編曲家）
- 皆川四郎（実業家、衆議院議員）
- 宮脇倫（内務・警察官僚、最後の官選埼玉県知事）
- 村沢牧（参議院議員）
- 村松文代（IBC岩手放送アナウンサー）
- 矢澤亜希（英語版）（カヌー選手）
- 矢澤一輝（英語版）（カヌー選手）
- 安川午朗（作曲家）
- 山内絢人（財務官僚、実業家）
- 山下奈々（ボクサー）
- 山本弘（洋画家）
- 横井弘三（洋画家）
- 横田尚武（篤農家）

### 関連著名人
- 阿智太郎（阿智村出身、小説家、脚本家。飯田高等学校在学中は、演劇部に所属して脚本で活躍した。在学中の1998年に『僕の血を吸わないで』で第4回電撃ゲーム小説大賞で銀賞を受賞し、高校生で作家デビューした）
- 伊吹あい（兵庫県出身、元宝塚歌劇団男役。元舞台俳優で声優の小池浩司と結婚して飯田市鼎に在住し、「伊吹あいミュージカルスタジオ」を主宰。後進育成にあたる）
- 恩地日出夫（東京都出身、映画監督、飯田に学童疎開し、その後北方、伊賀良村に移り、現飯田高等学校在籍）
- 川本喜八郎（東京都出身、アニメーション作家・人形作家。市内に 川本喜八郎人形美術館があり、初代館長を務めた）
- 岸田今日子（東京都出身、俳優。戦時中、父、姉とともに一年半ほど飯田に疎開し、旧制飯田高等女学校（現・飯田風越高等学校）に通った）
- 塩沢とき（東京都出身、俳優。両親が飯田市出身で、自身の墓も市内に所在）
- 高原須美子（東京都出身、経済評論家、元経済企画庁長官(民間人女性初)、元日本体育協会会長(女性初)、元プロ野球セ・リーグ会長(女性初)。夫である元毎日新聞東京本社出版局長の富保が退職後の1979年に、一家で飯田市山本に移住した。富保の死後、作家等の日記を集めた稀有なコレクションである『高原日記コレクション』704冊が、長女の明子より飯田市に寄贈された）
- 富永明夫（東京都出身、フランス文学者、翻訳家、東京大学教授。戦時中飯田市に疎開し、飯田高松高校（現飯田高等学校）に在籍。妻は、高校の同級だった本多勝一の姉）
- 原広司（神奈川県出身、建築家、東京大学名誉教授。両親が下伊那郡出身であり、太平洋戦争末期に飯田市に疎開し、飯田高等学校卒業。その縁で「飯田市美術博物館」の設計を手掛け、第21回中部建築賞(1989年)受賞）
- 原田泰治（諏訪市出身、画家・グラフィックデザイナー。 幼少期に開拓農民として一家で伊賀良村（現・飯田市）に移住し、少年時代の10年間を過ごす。この間の家族や自然のぬくもりにつつまれた日々の経験が、［原田泰治の世界］の原点となる）
- 本多勝一（松川町出身、ジャーナリスト・作家。飯田高松高校（現飯田高等学校）在学中の3年次の担任は、のちに日本古生物学会の会長を務めた鹿間時夫であった。同級には、疎開していた富永明夫がおり、のちに本多の義兄となった。また、高校を訪れた遺伝学者の木原均の講演に感銘を受け、その時期は遺伝学を学びたいと考えた）
- 松下宗之（東京都出身、ジャーナリスト、元朝日新聞社社長。東京大空襲で父を失って両親の故郷である信州に移住し、12歳で終戦を迎える。1954年、飯田長姫高等学校定時制を卒業）
- 宮下太吉（山梨県出身、アナキスト。現安曇野市の工場に勤務しながらテロリズムを計画）
- 柳田國男（兵庫県出身、官僚・民俗学者。飯田藩藩士柳田直平の婿養子となり、四女と結婚。飯田市内に『柳田國男館』がある）